# 1998年の日本
1998年の日本（1998ねんのにほん）では、1998年（平成10年）の日本の出来事・流行・世相などについてまとめる。

## 他の紀年法
日本では、西暦の他にも以下の紀年法を使用している。なお、以下の紀年法は西暦と月日が一致している。
- 元号
  - 平成10年
- 神武天皇即位紀元
  - 皇紀2658年
- 干支
  - 戊寅（つちのえ とら）

## カレンダー
| 1月 |    |    |    |    |    |    |
| 日  | 月 | 火 | 水 | 木 | 金 | 土 |
|     |    |    |    | 1  | 2  | 3  |
| 4   | 5  | 6  | 7  | 8  | 9  | 10 |
| 11  | 12 | 13 | 14 | 15 | 16 | 17 |
| 18  | 19 | 20 | 21 | 22 | 23 | 24 |
| 25  | 26 | 27 | 28 | 29 | 30 | 31 |
|     |    |    |    |    |    |    |

| 2月 |    |    |    |    |    |    |
| 日  | 月 | 火 | 水 | 木 | 金 | 土 |
| 1   | 2  | 3  | 4  | 5  | 6  | 7  |
| 8   | 9  | 10 | 11 | 12 | 13 | 14 |
| 15  | 16 | 17 | 18 | 19 | 20 | 21 |
| 22  | 23 | 24 | 25 | 26 | 27 | 28 |
|     |    |    |    |    |    |    |

| 3月 |    |    |    |    |    |    |
| 日  | 月 | 火 | 水 | 木 | 金 | 土 |
| 1   | 2  | 3  | 4  | 5  | 6  | 7  |
| 8   | 9  | 10 | 11 | 12 | 13 | 14 |
| 15  | 16 | 17 | 18 | 19 | 20 | 21 |
| 22  | 23 | 24 | 25 | 26 | 27 | 28 |
| 29  | 30 | 31 |    |    |    |    |
|     |    |    |    |    |    |    |

| 4月 |    |    |    |    |    |    |
| 日  | 月 | 火 | 水 | 木 | 金 | 土 |
|     |    |    | 1  | 2  | 3  | 4  |
| 5   | 6  | 7  | 8  | 9  | 10 | 11 |
| 12  | 13 | 14 | 15 | 16 | 17 | 18 |
| 19  | 20 | 21 | 22 | 23 | 24 | 25 |
| 26  | 27 | 28 | 29 | 30 |    |    |
|     |    |    |    |    |    |    |

| 5月 |    |    |    |    |    |    |
| 日  | 月 | 火 | 水 | 木 | 金 | 土 |
|     |    |    |    |    | 1  | 2  |
| 3   | 4  | 5  | 6  | 7  | 8  | 9  |
| 10  | 11 | 12 | 13 | 14 | 15 | 16 |
| 17  | 18 | 19 | 20 | 21 | 22 | 23 |
| 24  | 25 | 26 | 27 | 28 | 29 | 30 |
| 31  |    |    |    |    |    |    |
|     |    |    |    |    |    |    |

| 6月 |    |    |    |    |    |    |
| 日  | 月 | 火 | 水 | 木 | 金 | 土 |
|     | 1  | 2  | 3  | 4  | 5  | 6  |
| 7   | 8  | 9  | 10 | 11 | 12 | 13 |
| 14  | 15 | 16 | 17 | 18 | 19 | 20 |
| 21  | 22 | 23 | 24 | 25 | 26 | 27 |
| 28  | 29 | 30 |    |    |    |    |
|     |    |    |    |    |    |    |

| 7月 |    |    |    |    |    |    |
| 日  | 月 | 火 | 水 | 木 | 金 | 土 |
|     |    |    | 1  | 2  | 3  | 4  |
| 5   | 6  | 7  | 8  | 9  | 10 | 11 |
| 12  | 13 | 14 | 15 | 16 | 17 | 18 |
| 19  | 20 | 21 | 22 | 23 | 24 | 25 |
| 26  | 27 | 28 | 29 | 30 | 31 |    |
|     |    |    |    |    |    |    |

| 8月 |    |    |    |    |    |    |
| 日  | 月 | 火 | 水 | 木 | 金 | 土 |
|     |    |    |    |    |    | 1  |
| 2   | 3  | 4  | 5  | 6  | 7  | 8  |
| 9   | 10 | 11 | 12 | 13 | 14 | 15 |
| 16  | 17 | 18 | 19 | 20 | 21 | 22 |
| 23  | 24 | 25 | 26 | 27 | 28 | 29 |
| 30  | 31 |    |    |    |    |    |
|     |    |    |    |    |    |    |

| 9月 |    |    |    |    |    |    |
| 日  | 月 | 火 | 水 | 木 | 金 | 土 |
|     |    | 1  | 2  | 3  | 4  | 5  |
| 6   | 7  | 8  | 9  | 10 | 11 | 12 |
| 13  | 14 | 15 | 16 | 17 | 18 | 19 |
| 20  | 21 | 22 | 23 | 24 | 25 | 26 |
| 27  | 28 | 29 | 30 |    |    |    |
|     |    |    |    |    |    |    |

| 10月 |    |    |    |    |    |    |
| 日   | 月 | 火 | 水 | 木 | 金 | 土 |
|      |    |    |    | 1  | 2  | 3  |
| 4    | 5  | 6  | 7  | 8  | 9  | 10 |
| 11   | 12 | 13 | 14 | 15 | 16 | 17 |
| 18   | 19 | 20 | 21 | 22 | 23 | 24 |
| 25   | 26 | 27 | 28 | 29 | 30 | 31 |
|      |    |    |    |    |    |    |

| 11月 |    |    |    |    |    |    |
| 日   | 月 | 火 | 水 | 木 | 金 | 土 |
| 1    | 2  | 3  | 4  | 5  | 6  | 7  |
| 8    | 9  | 10 | 11 | 12 | 13 | 14 |
| 15   | 16 | 17 | 18 | 19 | 20 | 21 |
| 22   | 23 | 24 | 25 | 26 | 27 | 28 |
| 29   | 30 |    |    |    |    |    |
|      |    |    |    |    |    |    |

| 12月 |    |    |    |    |    |    |
| 日   | 月 | 火 | 水 | 木 | 金 | 土 |
|      |    | 1  | 2  | 3  | 4  | 5  |
| 6    | 7  | 8  | 9  | 10 | 11 | 12 |
| 13   | 14 | 15 | 16 | 17 | 18 | 19 |
| 20   | 21 | 22 | 23 | 24 | 25 | 26 |
| 27   | 28 | 29 | 30 | 31 |    |    |
|      |    |    |    |    |    |    |

## 在職者
- 天皇: 明仁
- 内閣総理大臣: 橋本龍太郎（自由民主党）、7月30日より小渕恵三（自由民主党）
- 内閣官房長官: 村岡兼造（自由民主党）、7月30日より野中広務（自由民主党）
- 最高裁判所長官: 山口繁
- 衆議院議長: 伊藤宗一郎（自由民主党）
- 参議院議長: 斎藤十朗（自由民主党）、7月25日-8月4日一時失職
- 国会: 第142回 (常会, 1月12日-6月18日)、第143回 (臨時会, 7月30日-10月16日)、第144回（臨時会, 11月27日-12月14日）

## 世相
- 新進党の6分裂や民主党の躍進、公明党の再発足、自社さ連立政権の終焉により政界勢力図が大きく変動した。
- 前年に続き、日本長期信用銀行や日本債券信用銀行など、大手企業や銀行の倒産が相次いだ。
- 日本の年間自殺者数（警察庁発表データによる）が前年より8000人以上増加して3万人を超える。中でも、50代の自殺が急増している。
- 日本国内での音楽CDの生産金額が8cm・12cmの合計で約5879億円（レコードやカセットテープを含めると約6075億円）、CD生産枚数が合計で約4億5717万枚とそれぞれ国内史上最高を記録し、CDバブル絶頂期となる。
- 同じく日本国内でのセルビデオソフトのうち、ビデオカセットでの売上金額が約2121億円を、売上本数が約5232万本と国内史上最高を記録する[1]。
- この年（1997年9月1日〜1998年8月31日までの集計）、写真フィルムの出荷量が国内史上最多となる。しかし、2000年代半ばよりデジタルカメラの普及で急速に減少していく。

### 1998年の流行語
「ハマの大魔神」（佐々木主浩）、「凡人・軍人・変人」（田中真紀子）、「だっちゅーの」（パイレーツ）が新語・流行語大賞の年間大賞を受賞した（その他の受賞語は後節「#流行語」も参照）。

### 1998年の漢字
- 「毒」・・・和歌山毒物カレー事件の余波で毒物混入事件が多発。インターネットで毒物を注文して自殺する事件などがあった事から。

### 周年
- 1月2日 - ナホトカ号重油流出事故から1年。
- 1月3日 - 『ゲゲゲの鬼太郎』アニメ放送開始30周年。
- 2月28日 - 無双シリーズ発売から1周年。
- 3月9日 - 関門トンネル開業30周年。
- 3月11日 - 動燃東海事業所火災爆発事故から1年。
- 3月13日 - 青函トンネル開業10周年。
- 3月17日 - 東京ドーム開業10周年。
- 3月19日 - 東電OL殺人事件から1年。
- 3月28日 - 千葉都市モノレール開業10周年。
- 3月31日 - 営団地下鉄千代田線全線開業20周年。
- 4月2日 - 福岡ドーム開場5周年。
- 4月4日 - 横浜スタジアム開業20周年。
- 4月6日 - 「サンシャイン60」開業20周年。
- 4月10日 - 瀬戸大橋開通10周年。
- 4月15日 - 東京ディズニーランド開園15周年。
- 4月25日 - 東名高速道路開通30周年。
- 5月4日 - 奈良県月ヶ瀬村女子中学生殺害事件から1年。
- 5月15日 - Jリーグ5周年。
- 5月20日 - 成田国際空港開港20周年。
- 6月5日 - 国立国会図書館開館50周年。
- 7月1日 - 郵便番号制度実施30周年。
- 7月30日 - 沖縄県の車両の通行区分が左側通行に戻されて（730）から20年。
- 8月1日 - 営団地下鉄半蔵門線開業20周年。
- 8月12日 - 日中平和友好条約締結20周年。
- 8月25日 - チキンラーメン （日清食品）発売40周年。
- 8月29日 - 大阪市営地下鉄長堀鶴見緑地線の全線開業から1年。
- 9月1日 - 人生ゲーム発売30周年。
- 9月18日 - 豊臣秀吉没後400周年。
- 10月1日
  - 緊急通報用電話番号110番設置50周年。
  - ブルートレイン運行開始40周年。
- 10月3日 - 『それいけ!アンパンマン』放送開始10周年。
- 10月14日 - 東京タワー竣工40周年。
- 10月31日 - NACK5開局10周年[注 1]。
- 11月1日 - 教育委員会発足50周年。
- 11月15日 - 都営地下鉄浅草線全線開業30周年。
- 11月17日 - 北海道拓殖銀行の破綻から1年。
- 11月22日 - 山一證券の破綻から1年。
- 11月22日 - 関西テレビ放送開局40周年。
- 12月1日 - JR京葉線開業10周年。
- 12月7日 - 都営地下鉄三田線開業30周年。
- 12月11日 - 京都議定書採択1年。
- 12月16日 - ポケモンショックから1年。
- 12月16日 - 新潟総合テレビ開局30周年。
- 12月18日
  - 東京湾アクアライン開通1周年。
  - ファイナルファンタジーシリーズ発売開始1周年。
- 12月25日 - 東海テレビ放送開局40周年。
- 12月27日 - 都営地下鉄三田線開業30周年。

## できごと

### 1月
- 1月9日 - 奈良県天理市の黒塚古墳で32面の三角縁神獣鏡が発見される（後に1面発見され33面に）[2]。
- 1月14日 - 参議院において押しボタン式投票での初採択。
- 1月19日 - 松竹の取締役会で、奥山融社長と息子の奥山和由専務の解任を決議。
- 1月23日 - 太陽党、国民の声、フロム・ファイブの3党が合流して民政党に改称[3]。
- 1月26日 - 三菱自動車工業が「ランサーエボリューションV」を発売。
- 1月28日 - 栃木県黒磯市の中学校で中学生による栃木女性教師刺殺事件が起こる[2]。
- 1月28日 - 『仮面ライダー』、『サイボーグ009』などで知られる漫画家の石ノ森章太郎が死去。

### 2月

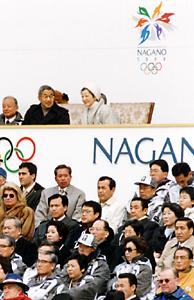
長野オリンピックの開会式

- 2月2日 - 郵便番号の7桁化が開始される。
- 2月7日
  - 新宿駅西口地下広場でホームレスが寝泊まりしていた段ボールハウスから出火、4人が死亡。
  - 長野オリンピック開幕[2]（2月22日まで）。
- 2月10日 - 東京・丸の内の旧日本国有鉄道本社跡地を三菱地所が落札（後に丸の内オアゾが建設される）。
- 2月18日 - 北九州市小倉北区で、元漁協組合長の男性が頭と胸の2カ所を拳銃で撃たれ死亡する事件が発生。
- 2月19日 - 日興証券に絡む利益供与事件に絡んで国会に逮捕許諾請求の手続きが進められていた新井将敬衆議院議員が東京都内のホテルで自殺[2]。
- 2月20日 - 香川県坂出市で送電塔が倒壊し、この送電塔の台座部分のボルトが故意に抜き取られていたことが判明。

### 3月

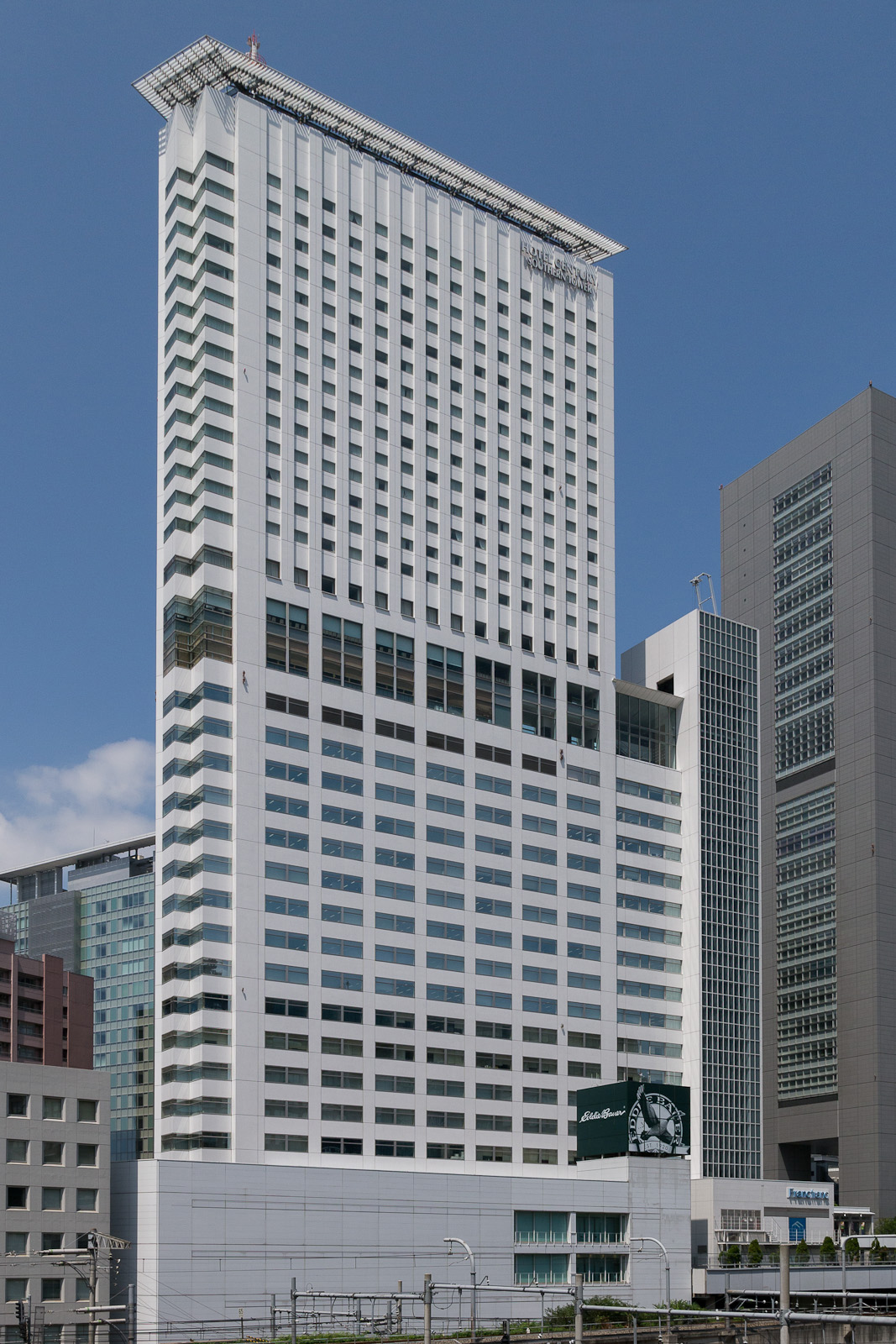
小田急サザンタワー（3月20日開業）

- 3月2日 - 東京地検、前年に経営破綻した山一證券元会長の行平次雄を同社破綻の原因となった「飛ばし」処理による証券取引法違反、ならびに粉飾決算の容疑により逮捕。
- 3月5日 - 長野パラリンピック開幕[2]。
- 3月6日 - 奈良県明日香村のキトラ古墳で四神の白虎図や東アジア最古の天文図が発見[2]。
- 3月10日 - 自由民主党、10兆円規模の追加景気対策表明。
- 3月14日 - 播但線姫路駅 - 寺前駅間が電化。
- 3月19日 - 特定非営利活動促進法が可決・成立。
- 3月20日
  - 新宿駅南口に建設された小田急サザンタワーが開業。
  - ヤクルト本社がデリバティブ取引で多額の損失を出したことが発覚。同日、桑原潤会長ら経営トップが退陣する人事を発表。
- 3月25日 - 阪神甲子園球場にて第70回選抜高等学校野球大会が開幕。
- 3月31日
  - 山一證券が自主廃業により全店舗の営業を終了。
  - 弘南鉄道黒石線がこの日限りで廃止。特定地方交通線から転換された鉄道路線としては初の廃線。

### 4月
- 4月1日

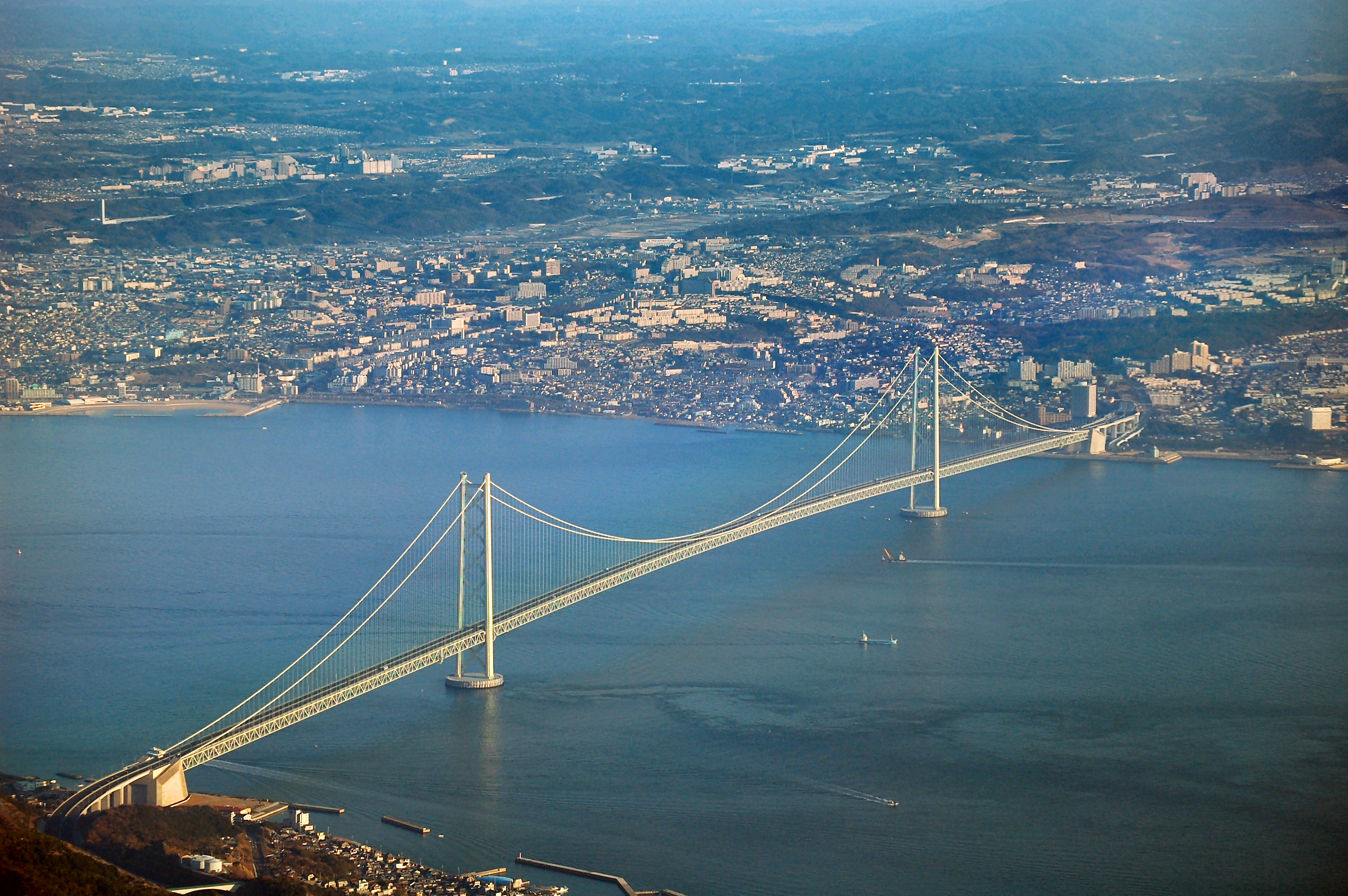
明石海峡大橋（4月5日開通）

  - 日本の豊田市、福山市、高知市、宮崎市の4市が中核市となる。
  - 北九州モノレールの（新）小倉駅が小倉駅ビル内に延伸開業、（旧）小倉駅は平和通駅に駅名変更。
  - 吉富製薬がミドリ十字を救済合併。
- 4月4日 - アントニオ猪木東京ドームで引退試合。
- 4月5日 - 明石海峡大橋開通、同時に神戸淡路鳴門自動車道も全通。「淡路フェリー」廃止。35年間の歴史に幕を閉じる。
- 4月7日 - NHKBS2にてアニメ番組『カードキャプターさくら』の放送開始。翌年度から地上波の教育テレビでの放送も開始。
- 4月8日 - 第70回選抜高等学校野球大会の決勝戦。横浜が関大一を3-0で破り1973年（第45回）以来25年ぶり2回目の優勝。
- 4月15日 - 東京ディズニーランド®開園15周年。
- 4月27日- 民主党に民政党、新党友愛、民主改革連合が合流。のちに政権与党となる新しい「民主党」が結成[3]。

### 5月
- 5月2日 - ロックバンド・X JAPANのギタリスト hideが死去。5月7日に築地本願寺で行われた葬儀には 5万人が参列。
- 5月26日 - 経団連第9代会長に今井敬が就任。
- 5月27日 - 大相撲・春場所と夏場所で大関として連続優勝を果たした若乃花が第66代横綱に昇進。すでに横綱となっていた弟の貴乃花とともに、史上初の兄弟横綱が誕生。
- 5月30日 - 社会民主党、橋本内閣への閣外協力解消を表明[3]。

### 6月
- 6月 - 愛知県蒲郡市三谷温泉の老舗旅館「蒲郡ふきぬき観光ホテル」が総額30億円の負債を抱え廃業。
- 6月7日 - ル・マン24時間レースで、星野一義・鈴木亜久里・影山正彦のドライブする日産・R390が総合3位に入賞し、純日本人ドライバーチームが初めて表彰台に上がった。
- 6月13日 - 北海道室蘭市の室蘭港に架かる白鳥大橋開通。それと共に国道37号白鳥新道供用開始。
- 6月14日 - FIFAワールドカップで日本代表が初めて試合を行う（結果は3戦全敗）。
- 6月22日 - 金融監督庁発足[3]。
- 6月23日 - 日産自動車が「プレサージュ」を発売(姉妹車「バサラ」は翌年発売)。
- 6月28日 - 6月29日 - 愛知県碧南市油渕町で碧南市パチンコ店長夫婦殺害事件が発生。7月4日に被害者夫婦の遺体が同県高浜市湯山町内で発見される。事件から14年後の2012年（平成24年）8月、闇サイト殺人事件で無期懲役の刑が確定した堀慶末（2019年に死刑確定）ら男3人が、強盗殺人容疑で同事件の被疑者として逮捕・被告人として起訴された。
- 6月30日 - 「誰よりも君を愛す」や「いつでも夢を」で知られる作曲家の吉田正に国民栄誉賞が贈られる。

### 7月

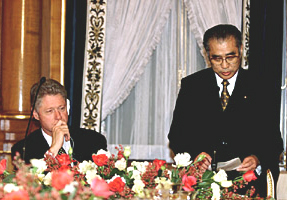
小渕恵三が第83代日本国首相に就任（7月30日、アメリカ合衆国大統領ビル・クリントンと、1998年11月19日撮影）

- 7月1日 - 東京高裁、一連のロス疑惑事件で殺人や詐欺の罪に問われた三浦和義に1審の無期懲役を破棄し、保険金殺人では無罪の判決。
- 7月4日 - 日本初の火星探査機「のぞみ」が打ち上げに成功[4]。
- 7月7日 - プロ野球・千葉ロッテマリーンズがオリックス・ブルーウェーブに敗れ、6月13日以降1引き分けを挟んでの17連敗を喫し、日本プロ野球公式戦の最多連敗記録を更新。ロッテは翌日の7月8日にも敗れ連敗記録を18に伸ばしたのち、翌々日の7月9日に勝利し連敗は18でストップ。
- 7月10日 - 30年ぶりの寝台電車・285系「サンライズエクスプレス」がデビュー。「出雲」、「瀬戸」のそれぞれ1往復に投入。
- 7月12日 - 第18回参議院議員選挙[3]。自民党が敗北を喫し、橋本龍太郎首相は敗北の責任を取って退陣した。一方で、民主党や共産党が大健闘。
- 7月18日 - 秋田県鷹巣町に大館能代空港が開港。
- 7月25日
  - 和歌山市内の夏祭りで提供された、亜ヒ酸が何者かに混入されたカレーライスを食べた客4人が死亡、63人が重軽傷。10月4日、和歌山県警はカレーに亜ヒ酸を混入したとして、会場近くに住む夫婦を逮捕[5]。この事件でハウス食品などがカレーのTVCMを一時期自粛。
  - Microsoft Windows 98日本語版が発売。
- 7月28日 - 佐賀県川副町に佐賀空港が開港。
- 7月30日 - 橋本首相が退陣したことに伴い、小渕恵三が第84代内閣総理大臣に任命され、小渕内閣が発足[3]。

### 8月

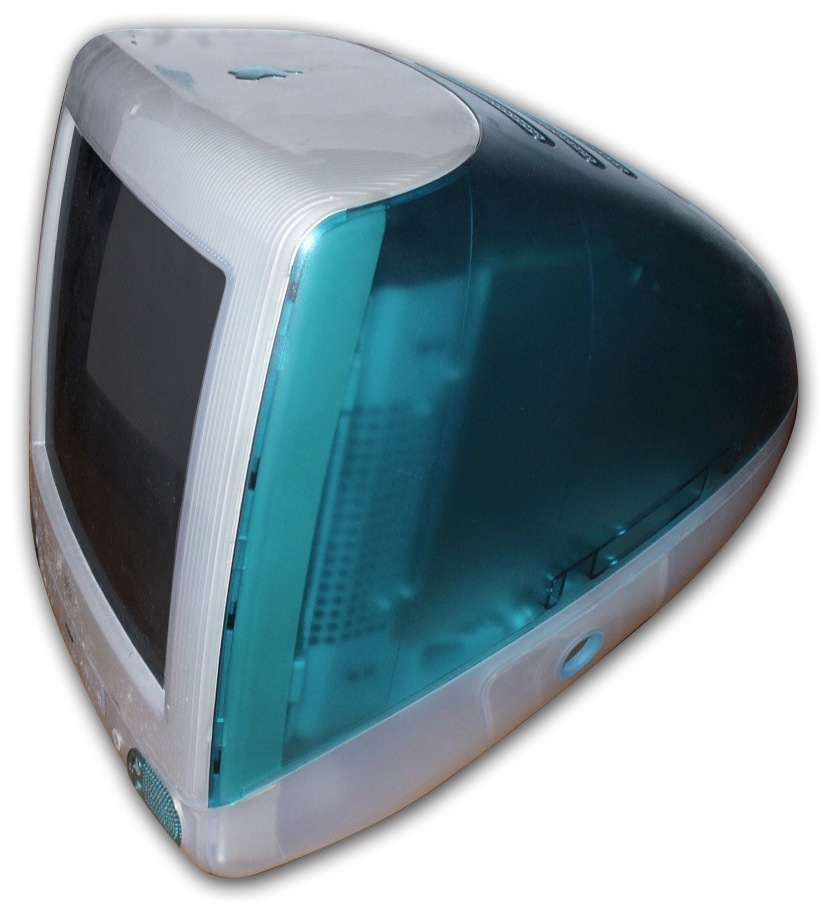
初代iMac発売（8月29日）

- 8月6日 - 第80回全国高等学校野球選手権大会が開幕。80回を記念して、今回に限り従来からの北海道・東京のほかに大阪など1府5県を2地区に分け、例年より6校多い55校が参加。参加校の増枠は1978年夏（第60回）以来20年ぶり。
- 8月20日 - 第80回全国高等学校野球選手権記念大会の15日目・準々決勝の横浜高校対PL学園戦が行われ、1979年（第61回）の箕島高校対星稜高校以来19年ぶりの延長17回となり横浜が延長17回9-7でPLを下し準決勝進出。
- 8月22日 - 第80回全国高等学校野球選手権記念大会の決勝戦が甲子園球場で行われ、横浜高校が京都成章に3-0で勝利、優勝。史上5度目の春夏大会制覇。
- 8月28日 - 広島市の瀬野駅と同駅近郊の住宅地を結ぶ広島短距離交通瀬野線（スカイレール）が開業。
- 8月29日 - 日本でiMac発売。米国では8月15日発売。当時の価格で17万8000円(税込)。トランスルーセント（スケルトン）デザインブームを巻き起こす。レガシーフリーパソコンの先駆け。
- 8月30日 - この日をもって、原宿の歩行者天国が廃止され、21年間の歴史に幕を閉じる。
- 8月31日 - 淡路フェリーに続いて、この日をもって、西宮から淡路島・津名を結ぶ、「甲子園フェリー」が27年間の歴史に幕を閉じる。

### 9月
- 9月4日 - 富山・長野連続女性誘拐殺人事件（1980年発生）で、殺人罪・身代金目的誘拐罪などに問われ、第一審（富山地裁）・控訴審（名古屋高裁金沢支部）で死刑判決を言い渡されていた女性被告人について、最高裁第二小法廷（河合伸一裁判長）は原判決を支持し、女性の上告を棄却する判決を宣告[6]。これにより、同年10月9日付で女性の死刑が確定[7]（戦後7人目の女性死刑囚）[8]。
- 9月19日 - スカイマークエアラインズが羽田・福岡間で運航開始。12月のAIRDOによる羽田・新千歳間の運行開始も含め、日本国内定期航空事業への新規参入は35年ぶりとなった。
- 9月27日 - 三冠馬であった競走馬のナリタブライアンが安楽死。
- 9月30日 - 岐阜ホステス殺害事件で指名手配されていた犯人が14年に及ぶ逃亡の末、逮捕される。

### 10月
- 10月1日

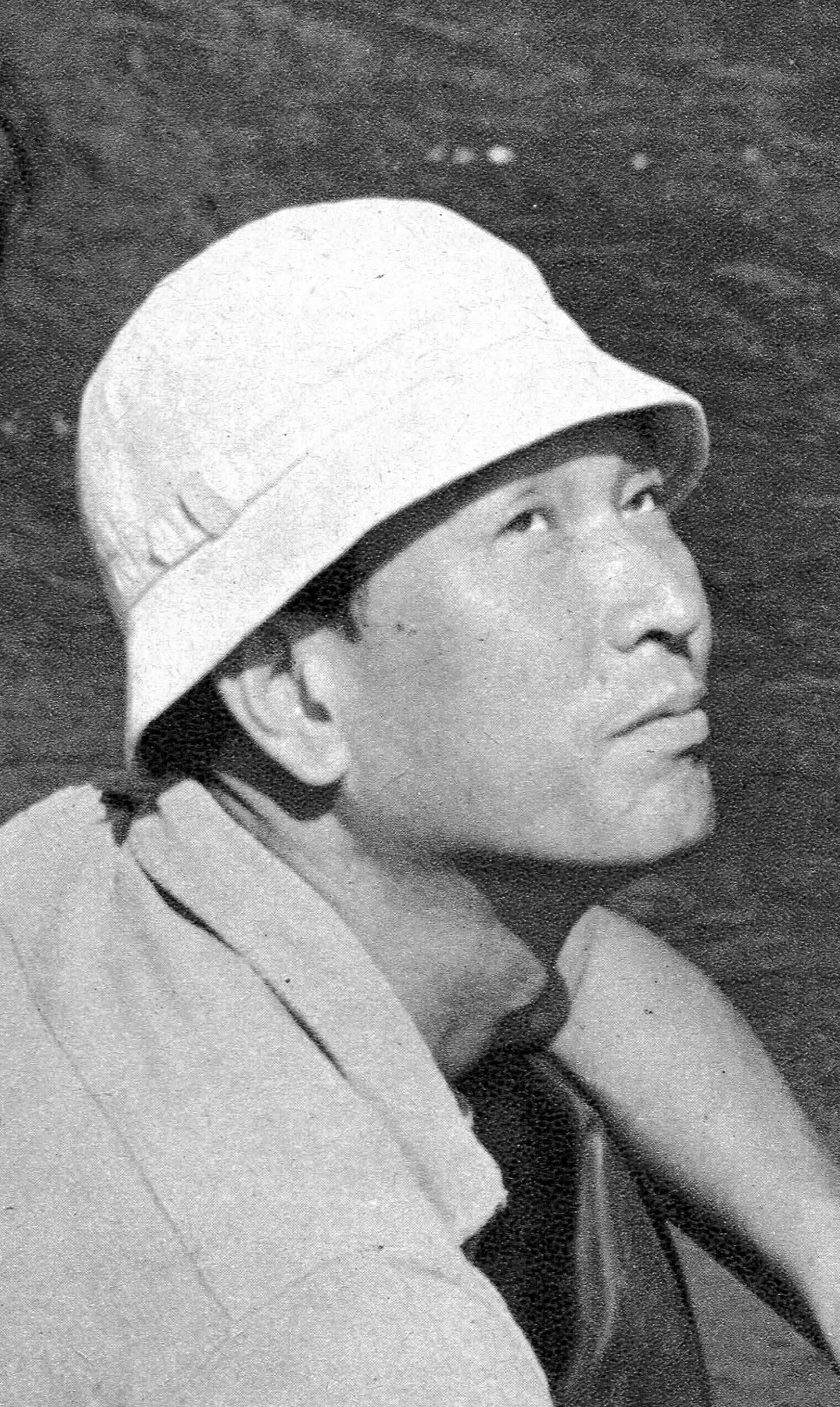
映画監督黒澤明の死去（9月6日）を受け、国民栄誉賞が贈られる（10月1日）

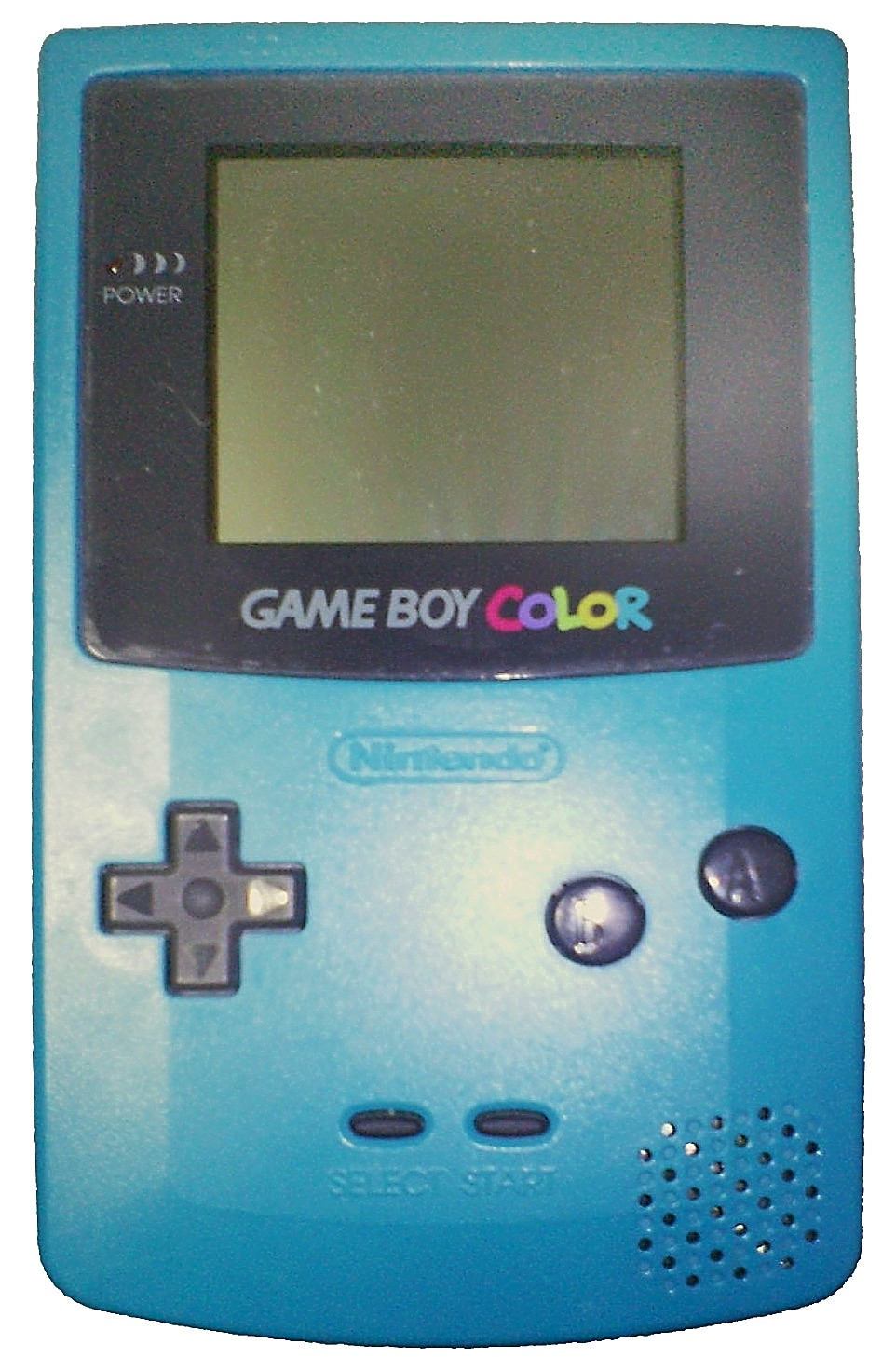
ゲームボーイカラー発売（10月21日）

  - 秩父小野田と日本セメントが合併し、太平洋セメントに商号変更。
  - 昭和を代表する映画監督の黒澤明に国民栄誉賞が贈られる。
  - 東映動画が東映アニメーションに商号変更。
  - パイオニア、CI導入。
  - 軽自動車の規格改正。各メーカーが相次いでモデルチェンジを行う。
  - 千葉急行電鉄が経営状態の悪化により全線を京成電鉄に譲渡し、同社の路線は京成千原線となる。のちに会社も解散。
  - 福徳銀行となにわ銀行が特定合併し、なみはや銀行が発足。
  - 大阪モノレール彩都線が開業。
- 10月5日 - NHK教育テレビ、人気子供向けアニメ番組『おじゃる丸』放送開始。
- 10月7日 - 7日から8日にかけて、円が急騰。ドルに対して20円以上高くなる。
- 10月8日
  - 金大中韓国大統領、日本訪問。日韓共同宣言が採択される。
  - 横浜ベイスターズが対阪神タイガース戦（阪神甲子園球場）で勝利し、大洋ホエールズ時代の1960年以来、38年ぶり2度目のセ・リーグ優勝。
- 10月20日 - 新党さきがけ解党[9]。
- 10月21日 - 任天堂、ゲームボーイカラー発売。
- 10月22日 - 国鉄清算事業団が解散。
- 10月23日 - 日本長期信用銀行が経営破綻[9]。
- 10月26日 - 日本シリーズで、横浜ベイスターズが西武ライオンズを4勝2敗で下し、38年ぶり2度目の日本一を達成。
- 10月29日
  - 東京地検、自由民主党の中島洋次郎代議士を政党交付金流用（政党助成法違反）容疑で逮捕[5]。
  - Jリーグ・横浜フリューゲルスと横浜マリノスが合併することを発表。フリューゲルスは翌年1月1日の天皇杯決勝での優勝を最後に、クラブ消滅となった。

### 11月

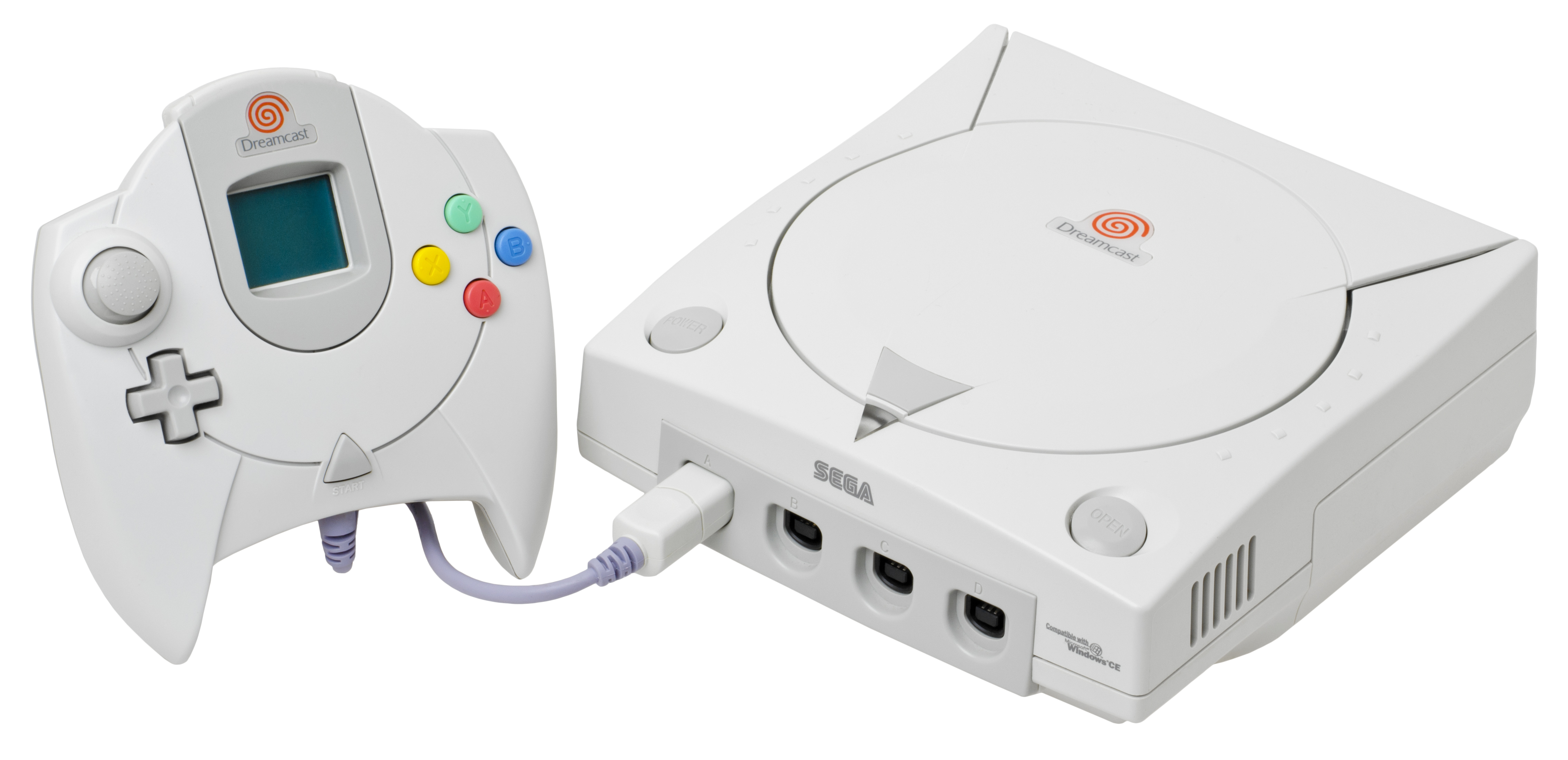
ドリームキャスト（11月27日発売）

- 11月1日 - 第118回天皇賞レース中に武豊が騎乗するサイレンススズカが故障し、安楽死となる。
- 11月6日 - フリークライマーのアラン・ロベール が無許可で新宿センタービルを素手で登り、約40分程で登頂した後、屋上で建造物侵入の現行犯として警視庁新宿警察署に逮捕された。
- 11月13日 - 前年に経営破綻した北海道拓殖銀行が営業終了[9]。週明けの16日から道内店舗は北洋銀行、道外店舗は中央信託銀行（現：三井住友信託銀行）として営業開始。
- 11月18日 - 京急空港線天空橋駅 - 羽田空港駅間が延伸開業。東京モノレールに次ぐもう一つの羽田空港連絡鉄道が通ることとなった。
- 11月20日 - プロ野球ドラフト会議が行われる。注目の横浜高校の松坂大輔投手は競合の末西武ライオンズが交渉権を獲得。
- 11月24日 - 三重県伊勢市の出版社「伊勢文化舎」に所属する24歳の女性記者が失踪[10]。
- 11月25日
  - 江沢民中国国家主席、日本訪問[9]。
  - 女性アイドルの広末涼子が早稲田大学に合格[11]。
- 11月26日 - 平和と発展のための友好協力パートナーシップの構築に関する日中共同宣言（通称:日中共同宣言）が発表される。
- 11月27日
  - セガ・エンタープライゼスが家庭用ゲーム機「ドリームキャスト」を発売。
  - プロ野球・オリックス・ブルーウェーブ編成部長の三輪田勝利が沖縄県那覇市のマンションの屋上から飛び降り自殺。オリックス球団は24日に行われたドラフト会議において新垣渚（沖縄水産）を1位指名し抽選により交渉権を獲得したが、ダイエー入団を強く希望していた新垣との入団交渉が停滞していた。
- 11月27日 - 多摩都市モノレールが開業。最初の開業区間は上北台駅 - 立川北駅。

### 12月
- 12月1日
  - 特定非営利活動促進法(NPO法)施行。

「日債銀」の経営破綻（12月14日）

  - 国際電信電話会社法が廃止。国際電信電話株式会社と日本高速通信株式会社（1984年設立）が合併し社名をケイディディ株式会社とする。
- 12月2日 - 郵便番号の7桁化が完了する。
- 12月14日 - 日本債券信用銀行破綻。
- 12月15日 - 金融再生委員会設立(2001年1月6日、中央省庁再編に伴い廃止)。
- 12月17日 - 新潟県知事の平山征夫が新潟市内で右翼団体の男に襲撃され軽傷を負う。[12]

## 社会

### 経済
- 日経平均株価
  - 始値／終値：14956.84／13842.17
  - 高値／安値：17352.95／12787.90
- 企業
  - 銀行破綻：日本長期信用銀行（10月）、日本債券信用銀行（12月）

### 教育
- 職場体験の開始（中学校）

## 天候・天災・観測等
- エルニーニョ現象の影響で世界的な異常気象が発生し、世界の平均気温が観測史上1位という記録的な高温となった。日本でも年間平均気温は顕著な高温となり、北陸地方、西日本、南西諸島で戦後最も気温の高い年となった。
- 台風の年間発生数は16個と少なかったが（2010年の14個に次いで史上2番目の少なさ）、その割には日本に上陸した台風が多かった。
- 11月18日未明をピークとしてしし座流星群の大規模出現がマスコミで喧伝されたものの、実際には国内各地で曇天のため、極大時でも1時間あたり最大100個程度の観測に留まった。

各季節の天候
- 冬（1997年12月 - 1998年2月）は北日本で平年並みの寒さであったが、東日本以西は記録的な大暖冬となり、南岸低気圧による大雪が東日本太平洋側を中心に相次ぐ。
- 春（3 - 5）月は歴代1位の暖春。4月の下旬に北海道の一部で真夏日を観測するなど型破りな高温となった。
- 夏（6 - 8月）は西日本以南・北陸地方で著しい高温となった他、太平洋高気圧が安定しなかったため北日本・北海道は冷夏傾向となり、東日本も気温は平年並 - 高めながらも天候不順が続き、豪雨災害も多発した他、北陸地方と東北地方の梅雨明けは特定できなかった。
- 秋（9 - 11月）は全国的に顕著な高温となり、台風の接近・上陸が多かった。

時系列
- 1月8日 -南岸低気圧の通過で関東地方で記録的な大雪。首都圏を中心に交通機関が乱れる。その7日後の1月15日にも再び関東地方を中心に大雪が降る（両日とも東海地方以西の太平洋側はほとんど雨となった）。
- 8月下旬 - 台風4号の影響で東日本を中心に大雨。
- 9月16日 - 台風5号が東海地方に上陸。
- 9月21日 - 台風7号が和歌山県に上陸。近畿地方を中心に被害が出る。
- 9月24日 - 25日 - 秋雨前線の活発化により、四国地方南部で長時間の大雨。高知市などで大規模な浸水被害が発生（平成10年9月豪雨）。
- 10月17日 - 台風10号が鹿児島県に上陸。

## 文化と芸術

### 流行
- コギャルブームが続く。
- ヴィジュアル系バンドブーム。

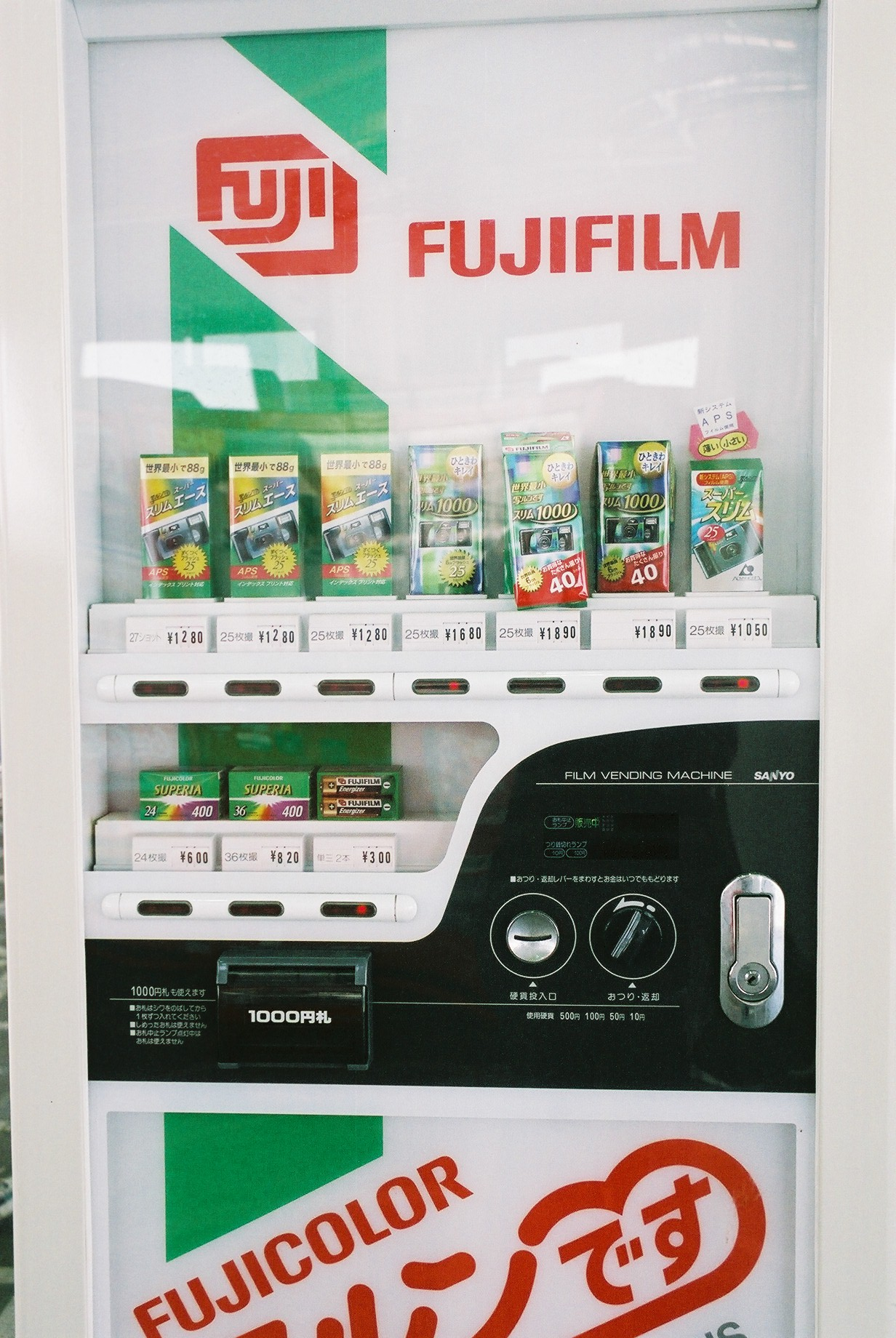
「写ルンです」はレンズ付きフィルムの代表格として人気商品となった

- カメラブーム - 女子高生がいつもレンズ付きフィルム（使い捨てカメラ）を持ち歩くようになる。中古カメラも人気に。
- ポケベルが地方の中高生を中心に最後の流行。都市部では大学への進学や卒業を機にPHSや携帯電話への移行が進む。
- 1960年代〜1970年代に誕生したキャラクターのリバイバルブーム（マイメロディ、モンチッチ、快獣ブースカなど）が起こる。

#### 流行語
- 新語・流行語大賞
  - 大賞 - ハマの大魔神（横浜ベイスターズ投手・佐々木主浩）、「凡人・軍人・変人」（政治家・田中真紀子、自民党総裁選に立候補した小渕恵三を「凡人」、梶山静六を「軍人」、小泉純一郎を「変人」と表現）、「だっちゅーの」（パイレーツ）
  - トップテン - 環境ホルモン、貸し渋り、老人力（作家・赤瀬川原平）、ショムニ（原作安田弘之、フジテレビ系でドラマ化）、モラル・ハザード、冷めたピザ（首相に就任した小渕恵三のこと）、日本列島総不況（当時経済企画庁長官・堺屋太一）、
  - 特別賞 - スマイリング・コミュニスト（日本共産党）、ボキャ貧（当時首相・小渕恵三）

#### ファッション
- コギャルブームが続く。
- ヒョウ、シマウマ、ヘビ、キリンなどのアニマル柄が流行。
- ワンレングスが流行。
- キャミソールスタイルが夏の主流に。
- トートバッグが流行。
- 厚底靴、スリムジーンズの出現。
- 女子高生の間に、ルーズソックスが引き続き大流行。
- ネイルアートの流行が始まる。
- 渋谷109ではROXY（ロキシー・現在は丸井で取り扱ったり、2003年には渋谷109にBLUEMOONBLUEがオープンしたため渋谷109からは撤退）が大ブームとなり、ハイビスカスなどのついたTシャツやワンピースなどが流行した。

### 出版

#### 文学
- 芥川賞
  - 第119回(1998年上半期) - 藤沢周 『ブエノスアイレス午前零時』
  - 第120回(1998年下半期) - 平野啓一郎 『日蝕』
- 直木賞
  - 第119回(1998年上半期) - 車谷長吉『赤目四十八瀧心中未遂』
  - 第120回(1998年下半期) - 宮部みゆき『理由』

### 音楽
- 日本CDの生産金額が8cm・12cmの合計で約5879億円（レコードやカセットテープを含めると約6075億円）、CD生産枚数が合計で約4億5717万枚とそれぞれ国内史上最高を記録し、CDバブル絶頂期となる。
- 1月14日 - SMAP、シングル「夜空ノムコウ」をリリース。初のミリオンヒットとなる。
- 1月15日 - PENICILLIN、シングル『ロマンス』リリース。TBS系アニメ『セクシーコマンドー外伝 すごいよ!!マサルさん』オープニングテーマ。
- 1月21日 - Kiroro、シングル『長い間』でメジャーデビューし、ヒット。
- 1月28日 - モーニング娘。、シングル『モーニングコーヒー』でメジャーデビュー。
- 2月4日 - DOUBLE、シングル『For me』でメジャーデビュー。
- 2月4日 - THE YELLOW MONKEY、シングル『球根』をリリース。
- 2月5日 - 奥田民生、シングル「さすらい」をリリース。
- 2月11日 - Every Little Thing、シングル「Time goes by」をリリース。シングルでは初のミリオンヒットとなる。
- 2月18日 - SPEED、シングル「my graduation」をリリース。
- 2月21日 - MISIA、シングル『つつみ込むように…』でデビューし、ヒット。
- 3月14日 - PUFFY、シングル「愛のしるし」をリリース。
- 3月25日 - スピッツ、アルバム「フェイクファー」をリリース。「運命の人」 「冷たい頬」、「楓」収録。
- 4月8日 - 浜崎あゆみ、シングル『poker face』でメジャーデビュー。
- 4月1日 - 石野卓球、ソロアルバム『BERLIN TRAX』をリリース。
- 4月15日 - Every Little Thing、アルバム『Time to Destination』リリース。350万枚を越えるセールスを記録。
- 4月22日 - ブラックビスケッツの2ndシングル『Timing』がリリース。日本テレビ系のバラエティ番組『ウッチャンナンチャンのウリナリ!!』内でポケットビスケッツとのガソリンすごろく対決で勝利して発売された作品である。番組ユニットでは異例のヒットで、後にテレビアニメ『ReLIFE』の第3話のエンディングテーマとして起用された。
- 4月29日 - GLAY、シングル『誘惑』、『SOUL LOVE』同時リリース。2作共ミリオンセラーになり、『誘惑』は年間トップに。
- 4月29日 - KOKIA、シングル『愛しているから』でデビュー。
- 5月2日 - 人気ロックバンドX JAPANのギタリストhideが自宅で呼吸不全のため死去。告別式には美空ひばり、尾崎豊を上回る5万人以上が参列。5月13日に『ピンク スパイダー』リリース。
- 5月2日 - ボアダムス、アルバム『スーパー アー』リリース。
- 5月13日 - the brilliant green、3rdシングル『There will be love there －愛のある場所－』をリリース。TBS系のTVドラマ『ラブ・アゲイン』の主題歌に抜擢され、ブレイク。
- 5月20日 - B'z、アルバム『B'z The Best "Pleasure"』リリース。500万枚を越えるセールスを記録。
- 5月21日 - 砂原良徳、『TAKE OFF AND LANDING』リリース。
- 5月27日 - 椎名林檎、シングル『幸福論』でデビュー。9月9日リリースの2ndシングル『歌舞伎町の女王』で社会的認知を得る。
- 6月3日 - ゆず、シングル『夏色』でメジャーデビューし、ヒット。
- 6月21日 - eastern youth、アルバム『旅路ニ季節ガ燃エ落チル』リリース。同アルバムに『夏の日の午後』、『男子畢生危機一髪』収録。
- 6月24日 - T.M.Revolution、シングル『HOT LIMIT』リリース。
- 6月24日 - DA PUMP、シングル『Rhapsody in Blue』リリース。
- 7月1日 - 鈴木あみ、シングル『love the island』でデビューし、ヒット。
- 7月8日 - L'Arc〜en〜Ciel、シングル『HONEY』、『花葬』、『浸食 〜lose control〜』同時リリース。2作がミリオンセラーに。
- 7月8日 - ゆらゆら帝国、シングル『発光体』でデビュー。
- 7月17日 - aiko、シングル『あした』でデビュー。
- 7月22日 - ポケットビスケッツの第5シングル『POWER』ががリリース。オリコン第1位。
- 7月29日 - Fayray、シングル『太陽のグラヴィティー』でデビュー
- 8月5日 - TUBEがドラマの主題歌『きっとどこかで』でスマッシュヒットを記録。アルバム『HEAT WAVER』も大ヒットし、この年に開催された第49回NHK紅白歌合戦に第44回以来5年ぶり2度目の出場を果たした。
- 9月1日 - BRAHMAN、『A MAN OF THE WORLD』リリース。同アルバムに『SEE OFF』収録。
- 9月20日 - B'z、アルバム『B'z The Best "Treasure"』リリース。400万枚を越えるセールスを記録。
- 9月25日 - TiNSTAR RECORDSから『TOKYO NEWWAVE OF NEWWAVE '98』リリース。都内を中心に活動しているSPOOZYS、POLYSICS、MOTOCOMPO、SKYFISHER、CHICAGO BASS、audipopによるトーキョー・ニューウェーヴ・リバイバルバンドの楽曲が一同に収録されたオムニバスアルバム。
- 10月21日 - Mr.Children、シングル「終わりなき旅」をリリース。
- 10月31日 - BOOM BOOM SATELLITES、1stアルバム「OUT LOUD」をリリース。
- 11月11日 - SURFACE、シングル『さぁ』リリース。テレビ朝日系アニメ『まもって守護月天!』オープニングテーマ。
- 11月18日 - 竹内まりや、シングル『カムフラージュ/Winter Lovers』リリース。デビューから19年11ヶ月で、自身初のオリコン1位を獲得。
- 12月9日 - 宇多田ヒカル、シングル『Automatic / time will tell』でメジャーデビューし、ヒット。
- 12月23日 - Something ELse、シングル『ラストチャンス』リリース。日本テレビ『雷波少年』の企画。翌年、第41回日本レコード大賞の優秀作品賞受賞、第50回NHK紅白歌合戦出場。
- 12月31日 - 安室奈美恵、第49回NHK紅白歌合戦で1年ぶりに復帰。

### 演劇
歌舞伎
宝塚歌劇団

### 映画
- 1月9日 - ラブ&ポップ（監督：庵野秀明）
- 1月24日 - HANA-BI（監督：北野武）
- 1月31日 - リング（監督：中田秀夫）
- 5月23日 - プライド・運命の瞬間（監督：伊藤俊也）
- 6月27日 - 愚か者 傷だらけの天使（監督：阪本順治）
- 9月26日 - 愛を乞うひと（監督：平山秀幸、主演：原田美枝子）
- 10月10日 - がんばっていきまっしょい（監督：磯村一路)
- 10月15日 - 踊る大捜査線 THE MOVIE（監督：本広克行）
- 10月17日 - カンゾー先生（監督：今村昌平、主演：柄本明）
- 12月12日 - モスラ3 キングギドラ来襲（監督：米田興弘）
- 12月19日 - あ、春（監督：相米慎二）

### テレビ

#### ドラマ
- NHK大河ドラマ『徳川慶喜』
- 1月〜3月 - TBS系ドラマ『聖者の行進』
- 4月〜9月 - 連続テレビ小説『天うらら』(NHK)
- 4月〜7月 - フジ系ドラマ『ショムニ』
- 7月〜9月 - フジ系ドラマ『GTO』
- 7月〜9月 - フジ系ドラマ『神様、もう少しだけ』
- 10月 - テレ朝系ドラマ『チェンジ!』
- 10月〜1999年3月 - 連続テレビ小説『やんちゃくれ』(NHK)
- 10月〜12月 - フジ系ドラマ『じんべえ』
- 10月〜12月 - フジ系ドラマ『眠れる森』
- 10月〜12月 - TBS系ドラマ『PU-PU-PU』

#### バラエティなど諸分野
- 2月7日〜22日 - 長野オリンピック中継。閉会式(日本テレビ系)の視聴率は30.8%(関東地区、ビデオリサーチ調べ)を記録。
- 3月27日 - フジテレビ系『めざましテレビ』で、初回から司会を務めた八木亜希子アナウンサーが降板。
- 3月30日 - 夕方ニュース『FNNスーパーニュース』（フジテレビ系）放送開始。
- 4月 - 深夜バラエティ『ろみひー』（中京テレビ）放送開始。
- 4月 - 日本テレビ『ザ!鉄腕!DASH!!』放送開始。
- 4月 - NHK教育『天才てれびくん』の司会者が山崎邦正（現:月亭方正）とリサ・ステッグマイヤーに交代（2000年度まで3年間担当）。本年度で『天才てれびくん』としての放送は終了し、翌年から『天才てれびくんワイド』へとリニューアルする。
- 7月18〜19日 - 『'98FNS1億2700万人の27時間テレビ夢列島 てれずにいいこと、てれずに楽しく』（フジテレビ）
- 9月28日 - TBS系『ジャスト』放送開始。
- 10月5日 - 人気バラエティー番組『『ぷっ』すま』（テレビ朝日）スタート
- 10月14日 - 『笑う犬の生活-YARANEVA!!-』（フジテレビ）スタート
- 10月31日 - フジテレビ系『サタ☆スマ』放送開始。
- 11月15日 - テレビ朝日『小学生クラス対抗30人31脚』単独特番としてスタート、2009年まで毎年の恒例に。
- 12月30〜31日 - 『21世紀プロジェクト 年越し30時間生放送!!テレビのちから』(TBS)

#### 特撮
- 2月〜1999年2月 - 『星獣戦隊ギンガマン』（テレビ朝日系）
- 3月〜1999年1月 - 『テツワン探偵ロボタック』（テレビ朝日系）
- 9月〜1999年8月 - 『ウルトラマンガイア』（毎日放送系）。このあと平成ウルトラシリーズは2年間休止となる。

### アニメ
アニメーション映画
- 3月7日 - ドラえもん のび太の南海大冒険（監督：芝山努）
- 4月18日 - クレヨンしんちゃん 電撃!ブタのヒヅメ大作戦（監督：原恵一）
- 4月18日 - 名探偵コナン 14番目の標的（監督：こだま兼嗣）
- 7月18日 - 劇場版ポケットモンスター ミュウツーの逆襲（監督：湯山邦彦）

テレビアニメ
- 1月5日 - 『爆走兄弟レッツ&ゴー!!MAX』放映開始
- 1月7日 - 『万能文化猫娘』、『異次元の世界エルハザード』、『エイウォール』放映開始
- 1月8日 - 『星方武侠アウトロースター』放映開始
- 2月7日 - 『Bビーダマン爆外伝』放映開始（同年4月からは日曜朝7時の枠に移動）
- 2月14日 - 『アニメ週刊DX!みいファぷー』放映開始
- 3月21日 - 『銀河漂流バイファム13』放映開始
- 4月1日 - 『ビーストウォーズII 超生命体トランスフォーマー』、『ロードス島戦記-英雄騎士伝-』、『トライガン』放映開始
- 4月2日 - 『LEGEND OF BASARA』放映開始
- 4月3日 - 『COWBOY BEBOP』、『ロスト・ユニバース』放映開始
- 4月4日 - 『グランダー武蔵RV』、『たこやきマントマン』放映開始
- 4月4日 - 『アキハバラ電脳組』、『遊☆戯☆王』放映開始
- 4月5日 - 『ひみつのアッコちゃん』、『魔法のステージファンシーララ』放映開始
- 4月6日 - 『時空転抄ナスカ』放映開始
- 4月7日 - 『サイレントメビウス』、『カードキャプターさくら』放映開始
- 4月8日 - 『センチメンタルジャーニー』、『Weiβ kreuz(ヴァイスクロイツ)』、『ブレンパワード』放映開始
- 4月11日 - 『YAT安心!宇宙旅行』（第2期）放映開始
- 4月16日 - 『ポケットモンスター』放映再開（前年12月のポケモンショックにより、同日まで放送休止していた）
- 4月18日 - 『DTエイトロン』、『頭文字＜イニシャル＞D』放映開始
- 7月2日 - 『シャドウスキル - 影技 -』放映開始
- 7月3日 - 『発明BOYカニパン』放映開始
- 7月6日 - 『Serial experiments lain』放映開始
- 7月8日 - 『真夜中の探偵ナイトウォーカー』放映開始
- 10月1日 - 『時空探偵ゲンシクン』放映開始
- 10月2日 - 『彼氏彼女の事情』放映開始
- 10月3日 - 『突撃!パッパラ隊』、『魔術士オーフェン』放映開始
- 10月4日 - 『ポポロクロイス物語』、『ガサラキ』放映開始
- 10月5日 - 『MASTERキートン』、『聖ルミナス女学院』、『おじゃる丸』、『ケチャップ』放映開始
- 10月6日 - 『セイバーマリオネットJtoX』、『スーパードール★リカちゃん』、『ジェネレイターガウル』放映開始
- 10月7日 - 『快傑蒸気探偵団』、『バブルガムクライシス TOKYO 2040』、『EAT-MAN'98』放映開始
- 10月10日 - 『花さか天使テンテンくん』、『デビルマンレディー』放映開始
- 10月17日 - 『まもって守護月天!』放映開始
- 10月21日 - 『どっきりドクター』放映開始

OVA

### ゲーム

#### コンピューターゲーム
アーケードゲーム
- 鉄拳3 - 「ゲームマシン」誌 98年年間ベストヒットゲームズ25 ＴＶゲーム機ソフトウェア部門 第一位[13]
- ザ・ハウス・オブ・ザ・デッド - 「ゲームマシン」誌 98年年間ベストヒットゲームズ25 完成品タイプのＴＶゲーム機 第一位[13]
- プリント倶楽部2 - 「ゲームマシン」誌 98年年間ベストヒットゲームズ25 その他のアーケードゲーム機部門 第一位[13]

- 9月28日 - コナミのアーケードゲーム『pop'n music』が稼動開始。2010年代になっても人気の音楽リズムゲーム。
- 9月‐コナミのアーケードゲーム『Dance Dance Revolution』が稼動開始。2000年ごろからブームとなり、2010年代に入っても根強い人気を持つ。

テレビゲーム

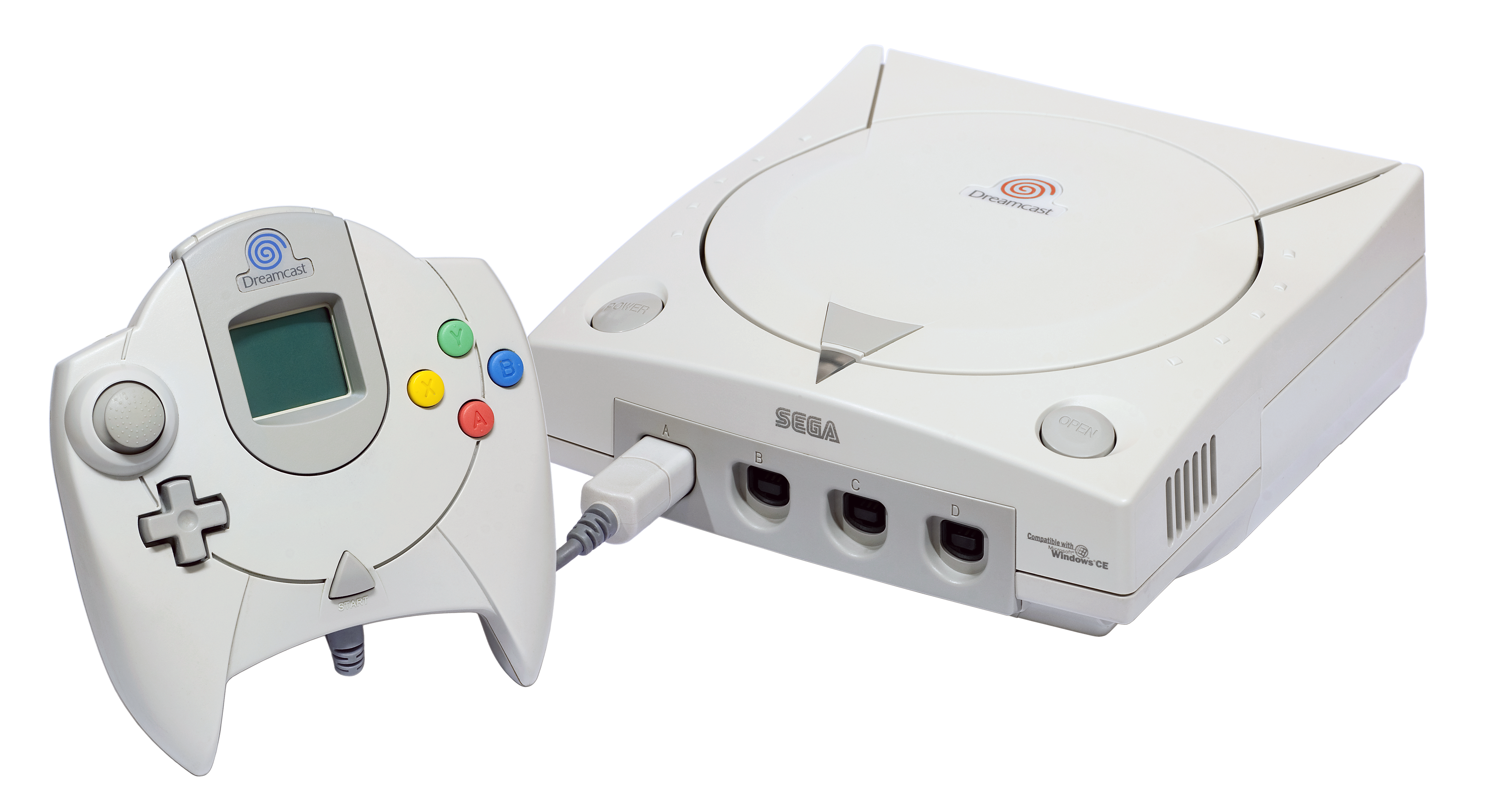
ドリームキャスト

- 1月29日 - カプコンよりプレイステーション用ソフト『バイオハザード2』発売。前作は口コミによりロングヒットし最終的にミリオンセラーとなったが、今作は発売当初より一気に売れダブルミリオン（売上本数：約228万本）を達成した。
- 3月26日 - ナムコよりプレイステーション用ソフト『鉄拳3』発売。前作に続きミリオンを達成。
- 4月24日 - カプコンよりスーパーファミコン用ソフト『ロックマン&フォルテ』を発売。カプコンにとって最後のスーパーファミコン用ソフトとなる。
- 4月29日 - SNKよりNEOGEO用ソフト『リアルバウト餓狼伝説2』を発売。
- 9月3日 - コナミ、阪神・淡路大震災の労災や松下電器製家庭用ゲーム機「3DO」からの撤退等を経て、メタルギアシリーズの最新作となるプレイステーション用ソフト『メタルギアソリッド』を発売（前作から8年経ってシリーズの続編が出るのは当時では史上初）。
- 11月21日 - 任天堂がNINTENDO 64用ソフト『ゼルダの伝説 時のオカリナ』を発売。日本国内でミリオンを達成し、さらに全世界では約760万本を売り上げ、アクションアドベンチャー史上売上高世界一を記録した。
- 11月27日 - セガが家庭用ゲーム機「ドリームキャスト」を発売。
- 12月23日 - セガがドリームキャスト用ソフト『ソニックアドベンチャー』を発売。

携帯型ゲーム

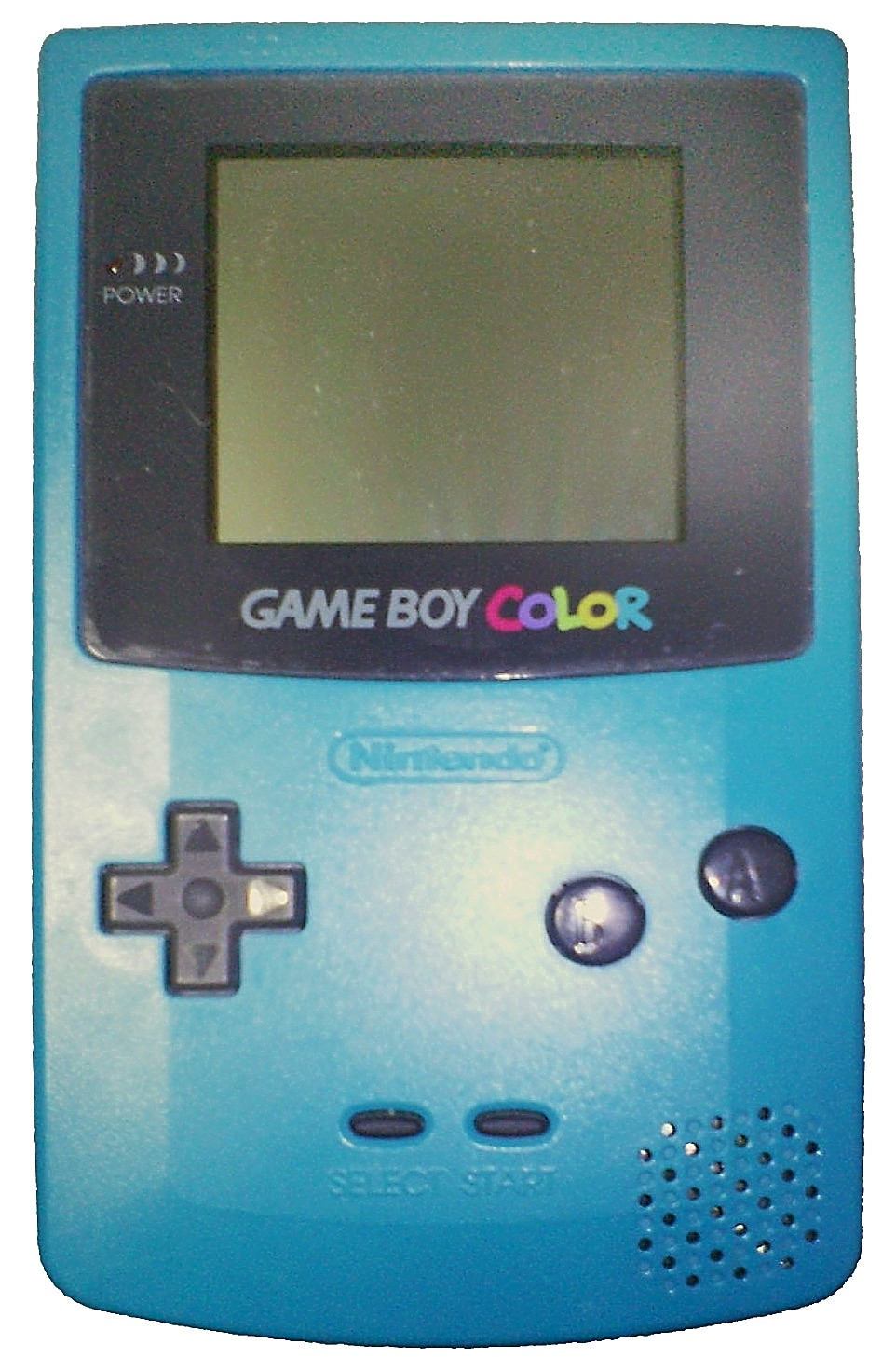
ゲームボーイカラー

- 2月21日 - 任天堂、ゲームカートリッジにデジタルカメラが付いたゲームボーイ用ソフト『ポケットカメラ』を発売。
- 10月21日 - 任天堂が携帯型ゲーム機「ゲームボーイカラー」を発売。

## スポーツ

### 総合競技大会
- 第53回国民体育大会（かながわ・ゆめ国体）

#### 冬季オリンピック・パラリンピック
冬季オリンピック・パラリンピックが日本の長野県で開催された。冬季オリンピックの日本での開催は1972年札幌オリンピック以来26年ぶり2度目。
- 第18回冬季オリンピック（長野）

- 第7回冬季パラリンピック（長野）

### 各競技

#### 野球

##### 日本プロ野球
- セ・リーグ優勝 - 横浜ベイスターズ（38年ぶり）
- パ・リーグ優勝 - 西武ライオンズ
- 日本シリーズ優勝 - 横浜ベイスターズ(4勝2敗)

##### 高校野球
- この年の夏は80回記念大会により代表校は55校。
- 春・夏優勝 横浜（神奈川県）
  - 高校野球で松坂大輔が活躍。

#### ソフトボール
日本で第9回世界女子ソフトボール選手権が開催された。

#### プロレス
- プロレス大賞MVP 小橋健太（全日本プロレス）
- G1クライマックス優勝 橋本真也（初優勝）
- 世界最強タッグ決定リーグ戦優勝 小橋健太＆秋山準組「バーニング」

#### サッカー
Jリーグ
- コンサドーレ札幌がJリーグに参加
- 1stステージ優勝 - ジュビロ磐田
- 2ndステージ優勝 - 鹿島アントラーズ
- チャンピオンシップ年間優勝 - 鹿島アントラーズ
- ナビスコカップ優勝 - ジュビロ磐田

天皇杯全日本サッカー選手権大会
- 優勝 - 横浜フリューゲルス（この大会を最後に横浜マリノスと合併）

#### 大相撲（幕内最高優勝）
- 初場所 武蔵丸光洋
- 春場所 若乃花勝
- 夏場所 若乃花勝
- 名古屋 貴乃花光司
- 秋場所 貴乃花光司
- 九州場所 琴錦功宗

#### モータースポーツ
- 全日本選手権フォーミュラ・ニッポン 本山哲
- 全日本F3選手権 ピーター・ダンブレック
- 全日本GT選手権 エリック・コマス、影山正美
- 全日本ツーリングカー選手権 関谷正徳
  - この年を最後に全日本ツーリングカー選手権は消滅した
- 全日本ロードレース選手権
  - スーパーバイク 伊藤真一
  - 250cc 中野真矢

## 誕生
誕生した事に特筆性のある人物等（世襲制の跡継ぎ、絶滅寸前の生物の誕生、等）を記載しています。それ以外については、Category:1998年生を参照してください。

### 1月
- 1月1日 - 石田健太郎、フットサル選手
- 1月1日 - 森翔平、プロ野球選手
- 1月2日 - 小栗かこ、元ONE CHANCE、元GEM
- 1月2日 - 中谷潤人、プロボクサー
- 1月4日 - 藤井大喜、ラグビー選手
- 1月5日 - 飯豊まりえ、女優、モデル
- 1月5日 - 佐藤ちひろ、テレビ朝日アナウンサー
- 1月5日 ‐ 中川大輔、俳優、モデル
- 1月5日 - 吉平翼、サッカー選手
- 1月6日 - 茜子、モデル
- 1月6日 - 矢野優花、女優
- 1月6日 - 愛沢優姫乃、きゅい〜ん'ズ
- 1月6日 - 茜子、ファッションモデル、元グラビアモデル
- 1月7日 - 有坂深雪、AV女優
- 1月7日 - 木津つばさ、俳優、元XOX
- 1月8日 - 音羽、(元フォーエイト48)
- 1月8日 - 佐久間祥朗、俳優
- 1月8日 - 中村虎之介、歌舞伎役者、俳優
- 1月8日 - 橋本ひかり、グラビアアイドル、タレント
- 1月8日 - 橋本侑樹、プロ野球選手
- 1月9日 - 石田楽人、ラグビー選手
- 1月9日 - 辰巳ゆうと、演歌歌手
- 1月9日 - 矢部昌暉、タレント、ミュージシャン（DISH//）、俳優（EBiDAN）
- 1月10日 - VIGORMAN、レゲエDJ（変態紳士クラブ）
- 1月10日 - 宮村ななこ、AV女優
- 1月10日 - 武藤雅、競馬騎手
- 1月11日 - 風戸蘭七、シンガーソングライター、タレント
- 1月11日 - 水本凜、元タレント、元女優
- 1月12日 - 岩上隼也、俳優、モデル
- 1月12日 - 北原侑奈、声優、元SKE48
- 1月12日 - 堂村璃羽、アーティスト
- 1月12日 - 西村愛華、元NMB48
- 1月12日 - 双葉凛乃、元煌めき☆アンフォレント、元手羽先センセーション
- 1月12日 - 穂村ゆうか、煌めき☆アンフォレント、元ENGAG.ING、元虹のコンキスタドール
- 1月13日 - 内山由綺、体操競技選手
- 1月13日 - 中口遥（英語版）、射撃競技選手
- 1月14日 - 村上来渚、歌手、タレント、元GEM
- 1月14日 - 森高愛、ファッションモデル、女優
- 1月15日 - 大谷舞風、NHKアナウンサー、元タレント
- 1月16日 - 宇佐美幸乃、Luce Twinkle Wink☆
- 1月16日 - 茶谷健太、プロ野球選手
- 1月16日 - 朝久泰央、キックボクサー
- 1月17日 - 勧修寺玲旺、ファッションモデル、俳優
- 1月17日 - 菊川リサ、ファッションモデル
- 1月17日 - 高原宜希（英語版）、スノーボード選手
- 1月19日 - 川地洋平、毎日放送アナウンサー
- 1月19日 - 清水麻有、ラグビー選手
- 1月19日 - 早瀬圭人、俳優
- 1月19日 - 山本ゆう、グラビアアイドル
- 1月19日 - 渡辺碧斗、俳優
- 1月20日 - 岡田隆之介、俳優、A.S.A.P
- 1月20日 - 河野純喜、JO1
- 1月20日 - 髙橋利樹、サッカー選手
- 1月21日 - 沢田桂太郎、自転車競技選手
- 1月21日 - 津波響樹、陸上競技選手
- 1月21日 - 津森宥紀、プロ野球選手
- 1月22日 - 中谷萌、福岡放送アナウンサー
- 1月22日 - 増田啓介、バスケットボール選手
- 1月23日 - 福井巴也、俳優
- 1月23日 - るるちゃ。、AV女優
- 1月24日 - 伊藤千由李、女優、タレント、元チームしゃちほこ
- 1月24日 - 神志那結衣、元HKT48
- 1月24日 - 斎藤みなみ、AV女優
- 1月24日 - 松田鈴英、プロゴルファー
- 1月24日 - 松本花奈、映画監督、元女優
- 1月24日 - 脇あかり、東京パフォーマンスドール
- 1月27日 - 穴見真吾、ミュージシャン（緑黄色社会）
- 1月27日 - 加藤翔、YouTuber（だいにぐるーぷ）
- 1月27日 - 上白石萌音、女優、歌手
- 1月27日 - 佐藤都志也、プロ野球選手
- 1月28日 - シェーファーアヴィ幸樹、バスケットボール選手
- 1月29日 - 木島杏奈、女優
- 1月29日 - 島太星[14]、歌手 (NORD、Love Harmony's, Inc.)、タレント、俳優
- 1月29日 - 松川菜々花[15]、ファッションモデル、元FYT
- 1月29日 - 向井地美音、AKB48、元子役
- 1月30日 - 中村朱里、虹のコンキスタドール
- 1月31日 - 明本考浩、サッカー選手
- 1月31日 - 佐坂樹、バスケットボール選手
- 1月31日 - 西尾知之、YouTuber (だいにぐるーぷ)
- 1月31日 - 樋口日奈、元乃木坂46

### 2月
- 2月1日 - 望月大希、プロ野球選手
- 2月2日 - 稲場朱里（英語版）、水球選手
- 2月2日 - 加藤史帆、日向坂46
- 2月3日 - 石原貴規、プロ野球選手
- 2月3日 - 佐藤栞、元AKB48
- 2月3日 - 成田翔、プロ野球選手
- 2月4日 - 緒方良行、フリークライマー
- 2月4日 - 黒川淳史、サッカー選手
- 2月4日 - 鈴代紗弓、声優
- 2月4日 - 武知海青、パフォーマー（THE RAMPAGE from EXILE TRIBE）
- 2月4日 - 西山小春、元女子プロ野球選手
- 2月5日 - 上野優華、歌手、女優、声優
- 2月5日 - 岡山仙治、ラグビー選手
- 2月5日 - 今野玲央、筝曲家
- 2月6日 - 伊藤涼太郎、サッカー選手
- 2月6日 - 今泉野乃香、陸上競技選手、元子役
- 2月6日 - 江川優生、キックボクサー
- 2月6日 - 小山莉奈、女優、モデル
- 2月6日 - 永井日菜、歌手（TiiiMO）、元Cheeky Parade
- 2月6日 - 橋本莉奈、青森放送アナウンサー
- 2月6日 - 星野みなみ、元乃木坂46
- 2月7日 - 藤咲真有香、元まねきケチャ
- 2月8日 - 八村塁、バスケットボール選手
- 2月8日 - 花井美春、声優
- 2月9日 - 井上ほの花、声優、歌手
- 2月9日 - 三輪裕子、元女子プロ野球選手
- 2月10日 - 沖口優奈、マジカル・パンチライン、占い師
- 2月10日 - 椿泰我、ジャニーズJr.（IMPACTors）、元子役
- 2月10日 - 根本流風、声優
- 2月10日 - 松岡モナ、ファッションモデル
- 2月10日 - 若山詩音、声優、元子役
- 2月11日 - 藤本愛妃、バスケットボール選手
- 2月11日 - Aika、ドラマー（ЯeaL）
- 2月12日 - 大迫マミ、吉本坂46
- 2月12日 - 小林虎之介、俳優
- 2月12日 - 柴原瑛菜、プロテニス選手
- 2月12日 - たなか、実業家、シンガーソングライター、音楽プロデューサー
- 2月12日 - 田母神一喜、陸上競技選手
- 2月12日 - 永瀬みなも、AV女優
- 2月13日 - 長谷川瑞、タレント、元つりビット
- 2月13日 - 忽滑谷こころ、日本テレビアナウンサー
- 2月14日 - 生田みく、AV女優
- 2月14日 - 今村駿介、自転車競技選手
- 2月14日 - 滝澤諒、俳優
- 2月15日 - 齋藤冬優花、櫻坂46
- 2月15日 - 本田奈也花、RKB毎日放送アナウンサー
- 2月15日 - 前田マヒナ、プロサーファー
- 2月16日 - 本田夕歩、モデル、コスプレイヤー、YouTuber
- 2月17日 - 宮崎幾笑、サッカー選手
- 2月17日 - 山本武白志、クリケット選手、元プロ野球選手
- 2月18日 - 高杉麻里、元AV女優
- 2月20日 - 西銘駿[16]、俳優、タレント、ファッションモデル
- 2月20日 - 藤田ニコル、ファッションモデル、タレント、YouTuber
- 2月20日 - 水沢柚乃、グラビアアイドル、タレント、YouTuber
- 2月21日 - 太田虎之進、オートバイレーサー
- 2月21日 - 叶瀬千紗、モデル
- 2月21日 - 四宮吏桜、女優、元Rev. from DVL
- 2月22日 - 雲母 (女優)、女優、幸福の科学創始者大川隆法の三男である大川裕太の元妻
- 2月23日 - バンダリ亜砂也、モデル、俳優
- 2月23日 - 本山尊、ラグビー選手
- 2月23日 - 三川華月、声優
- 2月24日 - 中屋柚香、女優
- 2月24日 - 橋本篤郎、元プロ野球選手
- 2月24日 - 前川楓、パラ陸上競技選手
- 2月24日 - 宮川麻都、サッカー選手
- 2月25日 - 松田悠我、俳優
- 2月28日 - 大下ヒロト、俳優
- 2月28日 - 森脇由衣、元AKB48

### 3月
- 3月1日 - 東理紗、生ハムと焼うどん
- 3月1日 - 髙野芹奈、セーリング選手
- 3月1日 - 崎川みずき、グラビアアイドル
- 3月5日 - 髙乃彩愛、夢∞NITY、元Party Rockets GT
- 3月5日 - セキユウティン、プロゴルファー
- 3月5日 - しとうもも、モデル、インフルエンサー
- 3月6日 - 松尾瑠璃、元女優
- 3月6日 - ミチ、モデル、タレント、YouTuber
- 3月7日 - 伊勢大夢、プロ野球選手
- 3月8日 - 山口乃々華、女優、パフォーマー（元E-girls）
- 3月8日 - 山﨑洋之、ラグビー選手
- 3月9日 - 小澤怜史、プロ野球選手
- 3月9日 - 山根ことみ、女流将棋棋士
- 3月9日 - 與那原大剛、元プロ野球選手
- 3月10日 - 長坂有紗、レースクイーン
- 3月11日 - LIEN、MIRAE
- 3月11日 - 遠坂めぐ、シンガーソングライター
- 3月12日 - 堀葵衣、静岡放送アナウンサー
- 3月13日 - 本田さとみ、AV女優
- 3月14日 - 梅林優貴、プロ野球選手
- 3月15日 - 大谷映美里、=LOVE、元アキシブproject
- 3月16日 - 北口榛花、陸上競技選手
- 3月16日 - ケイト・ロータス、総合格闘家
- 3月17日 - 小野寺暖、プロ野球選手
- 3月17日 - 真島なおみ、タレント、モデル、舞台女優
- 3月17日 - 渡邉幸愛、元SUPER☆GiRLS、元Party Rockets
- 3月18日 - 河奈亜依、AV女優
- 3月18日 - チャナナ沙梨奈、モデル
- 3月18日 - 深田えいみ、AV女優
- 3月19日 - 朝倉恵梨奈、元タレント、元グラビアアイドル
- 3月19日 - 宇野愛海、女優、元私立恵比寿中学
- 3月19日 - 尾本桜子（英語版）、ホッケー選手
- 3月19日 - 谷かえ、グラビアアイドル
- 3月19日 - 土谷深浩、ラグビー選手
- 3月19日 - 宮脇咲良、LE SSERAFIM、元HKT48、元IZ*ONE
- 3月20日 - 枢木あおい、AV女優
- 3月20日 - 奈良未遥、元NGT48
- 3月20日 - 冨士原圭希、RKB毎日放送アナウンサー
- 3月21日 - 河合あすな、AV女優、元グラビアアイドル
- 3月22日 - 川後陽菜、YouTuber、元乃木坂46
- 3月23日 - 伊藤達彦、陸上競技選手
- 3月23日 - 佐藤楓、元乃木坂46
- 3月23日 - 佐野勇斗[17]、俳優、歌手（M!LK）
- 3月23日 - 広瀬なるみ、AV女優
- 3月23日 - 四宮ありす、AV女優
- 3月24日 - 鈴木裕乃、元女優、元ファッションモデル、元私立恵比寿中学
- 3月24日 - 須藤祥、YouTuber（だいにぐるーぷ）
- 3月25日 - 山本雄貴、ラグビー選手
- 3月25日 - 湯澤花梨、よしもと新喜劇
- 3月26日 - 宮原知子、フィギュアスケート選手
- 3月27日 - 関紫優、元モデル
- 3月28日 - うじたまい、歌手、インフルエンサー
- 3月28日 - 希水しお、声優
- 3月28日 - MIRI、我儘ラキア、ラッパー
- 3月29日 - 小西桜子、女優
- 3月30日 - 古賀成美、女優、元NMB48
- 3月30日 - 佐々木匠、サッカー選手
- 3月30日 - 杉本大虎、柔道選手
- 3月31日 - 明里つむぎ、AV女優
- 3月31日 - 塩崎優衣、ラグビー選手
- 3月31日 - 藤井奈々、女流将棋棋士
- 3月31日 - 山本穂乃果、女優、元乃木坂46

### 4月
- 4月1日 - 鈴木ことね、タレント、元FES☆TIVE
- 4月1日 - 日高優月、元SKE48
- 4月1日 - 酒井大成、俳優
- 4月2日 - 島袋、(エスポワール・トライブ)
- 4月2日 - 下野由貴、元HKT48
- 4月2日 - 堀田真由、女優
- 4月2日 - 夢屋まさる、元お笑い芸人
- 4月3日 - かっつー、(YouTuber)
- 4月3日 - 梅林太朗、レスリング選手
- 4月3日 - 大塚愛菜、歌手、元Juice=Juice
- 4月3日 - 立野和明、プロ野球選手
- 4月3日 - 藤本冬香、SKE48
- 4月4日 - 落合玄太、競馬騎手
- 4月5日 - 小川龍成、プロ野球選手
- 4月5日 - 春風亭与いち、落語家
- 4月5日 - 中村嘉惟人、俳優
- 4月5日 - 松尾大河、プロ野球選手
- 4月6日 - 相笠萌、女優、元AKB48
- 4月6日 - 勝田里奈、歌手、女優、YouTuber、元アンジュルム
- 4月6日 - 草川直弥、俳優、ダンサー（EBiSSH、ONE N' ONLY）
- 4月6日 - 川崎琴之、ファッションモデル
- 4月7日 - 白石真菜、元ラストアイドル
- 4月7日 - 松本梨菜、ダンサー、元子役
- 4月8日 - 王林、タレント、元りんご娘、元Good Tears
- 4月8日 - 廣岡まりあ、タレント、キャスター
- 4月9日 - 飯田來麗、女優、元子役、元さくら学院
- 4月9日 - 原口健飛、キックボクサー
- 4月10日 - 新井ひとみ、歌手（東京女子流）
- 4月10日 - アイザイア・マーフィー、バスケットボール選手
- 4月11日 - 海月らな、LinQ
- 4月11日 - 佐藤蓮、プロ野球選手
- 4月11日 - 清水綾乃、プロテニス選手
- 4月12日 - 藤田遥香、ハンドボール選手
- 4月12日 - 綿貫陽介、プロテニス選手
- 4月13日 - 舩木翔、サッカー選手
- 4月13日 - 森山孔介、元プロ野球選手
- 4月13日 - 若林楽人、プロ野球選手
- 4月14日 - みきなつみ、シンガーソングライター
- 4月15日 - 笠木いちか、AV女優
- 4月15日 - 加藤ナナ、ファッションモデル
- 4月15日 - 小祝さくら、プロゴルファー
- 4月15日 - 兵頭功海、俳優
- 4月16日 - 碓井玲菜、タレント、女優、ファッションモデル
- 4月17日 - 野口由芽、元SKE48
- 4月18日 - 三島遥香、タレント、元STU48
- 4月19日 - 中村咲哉、元俳優
- 4月20日 - 高宇洋、サッカー選手
- 4月20日 - 髙橋壱晟、サッカー選手
- 4月21日 - 川上エドオジョン智慧、サッカー選手
- 4月21日 - 中川梨花、タレント、女優
- 4月21日 - 牧秀悟、プロ野球選手
- 4月21日 - 松岡知穂、元NMB48
- 4月22日 - 笑福亭呂翔、落語家
- 4月23日 - 岡宮来夢、俳優
- 4月23日 - 和田まあや、元乃木坂46
- 4月25日 - 荒井麻珠、歌手（元Little Glee Monster）
- 4月25日 - 木澤尚文、プロ野球選手
- 4月25日 - 郡拓也、プロ野球選手
- 4月25日 - 竹内アンナ、シンガーソングライター
- 4月27日 - 新條由芽、女優、グラビアアイドル
- 4月27日 - 藤原崇太郎、柔道選手
- 4月27日 - 遠藤有栖、プロレスラー
- 4月28日 - 飯田桜子、元東京パフォーマンスドール
- 4月28日 - 木村遼、元タレント
- 4月28日 - 椚ありさ、ファッションモデル、女優
- 4月28日 - 廣野凌大、俳優
- 4月28日 - 宮田愛萌、元日向坂46
- 4月28日 - 向江彩伽、フェンシング選手
- 4月29日 - タロー社長、(フォーエイト48)
- 4月29日 - 堀内まり菜、女優、声優、YouTuber、元さくら学院
- 4月30日 - 石見舞菜香、声優

### 5月
- 5月1日 - 橘遥菜、ファッションモデル
- 5月1日 - 萩原哲、元プロ野球選手
- 5月1日 - 宮内凛、まねきケチャ
- 5月2日 - 伊藤遼哉、サッカー選手
- 5月2日 - 青野まゆ、YURiMental、元欅坂46
- 5月2日 - 黒木理帆、ラグビー選手
- 5月2日 - 佐古瑠美、バスケットボール選手
- 5月2日 - 下口稚葉、サッカー選手
- 5月3日 - 池田向希、陸上競技選手
- 5月4日 - 飯田健太郎、柔道選手
- 5月4日 - 三宮つばき、AV女優
- 5月5日 - 松平璃子、女優、元櫻坂46
- 5月6日 - 野澤玲奈、元JKT48、元AKB48
- 5月7日 - 荒井優希、プロレスラー、元SKE48
- 5月7日 - 林田真尋、女優、元フェアリーズ
- 5月7日 - 三田悠貴、グラビアアイドル
- 5月8日 - 杉﨑寧々、元さくら学院
- 5月8日 - 藤嶋健人、プロ野球選手
- 5月8日 - 冨田有紀、テレビ東京アナウンサー
- 5月8日 - 春日彩香、グラビアアイドル
- 5月8日 - 鈴木ゆうは、女優、ピアニスト
- 5月9日 - 今井達也、プロ野球選手
- 5月10日 - 上妻成吾、タレント
- 5月10日 - 藤原あずさ、タレント、元STU48
- 5月10日 - 堀瑞輝、プロ野球選手
- 5月11日 - 小島良太、スピードスケート選手
- 5月11日 - 納庄兵芽、柔道選手
- 5月12日 - 狩土名禅、サッカー選手
- 5月12日 - 菅田琳寧、ジュニア（B&ZAI）
- 5月12日 - 守永七彩、元Party Rockets GT
- 5月13日 - 岩田華怜、女優、元AKB48
- 5月13日 - 高木優奈、プロゴルファー
- 5月14日 - hime、lyrical school
- 5月14日 - 海津雪乃、グラビアアイドル、タレント
- 5月15日 - やまと、(コムドット)
- 5月15日 - 徳田廉之介、ハンドボール選手
- 5月15日 - 友野一希、フィギュアスケート選手
- 5月15日 - 浅野桜子、元女子プロ野球選手
- 5月16日 - 青山なぎさ、声優
- 5月16日 - 榮枝裕貴、プロ野球選手
- 5月16日 - 東条蒼、AV女優
- 5月16日 - 鳴海唯、女優
- 5月16日 - 野元浩輝、元プロ野球選手
- 5月17日 - 杏ちゃむ、プロレスラー、グラビアアイドル
- 5月17日 - 高山優希、元プロ野球選手
- 5月17日 - 朝長美桜、YouTuber、元HKT48
- 5月18日 - 福田海斗、ムエタイ選手
- 5月19日 - 林穂之香、サッカー選手
- 5月20日 - 鈴木将平、プロ野球選手
- 5月20日 - 福田ゆい、サッカー選手
- 5月21日 - 大曲錬、プロ野球選手
- 5月22日 - 原田岳、サッカー選手
- 5月23日 - 池亀樹音、BE:FIRST
- 5月23日 - 金谷拓実、プロゴルファー
- 5月23日 - 野上廉太郎、柔道選手
- 5月23日 - 宮本芽依、キックボクサー
- 5月24日 - 莉犬、歌手（すとぷり）、声優、YouTuber
- 5月25日 - 今井順之助、元プロ野球選手
- 5月25日 - 児玉ひかる、柔道選手
- 5月25日 - 波多野豪、サッカー選手
- 5月25日 - 浜地真澄、プロ野球選手
- 5月25日 - 森博人、プロ野球選手
- 5月25日 - 山田樹奈、元SKE48
- 5月25日 - 吉田ななほ、女優、元歌手（元TEMPURA KIDZ）
- 5月27日 - 本西彩希帆、女優（元劇団4ドル50セント）、タレント
- 5月28日 - 佐々木ちえ、柔道選手
- 5月28日 - 佐々野愛美、グラビアアイドル、タレント
- 5月28日 - 鞘師里保、女優、元モーニング娘。
- 5月28日 - 田尻あやめ、ファッションモデル、タレント、元乙女新党
- 5月28日 - 山口瑠伊、サッカー選手
- 5月28日 - 吉川茉優、元アップアップガールズ（2）
- 5月29日 - 佐々木舞音、TBSアナウンサー
- 5月29日 - 坂倉将吾、プロ野球選手
- 5月30日 - 新谷姫加、タレント、元Party Rockets GT、元ジュニアアイドル
- 5月30日 - 河野竜生、プロ野球選手
- 5月30日 - 田村升吾、俳優
- 5月31日 - 小山陽平、アルペンスキー選手
- 5月31日 - 桜井木穂、女優、元グラビアアイドル

### 6月
- 6月1日 - 空閑琴美、タレント、女優
- 6月1日 - 長谷川芹奈、歌手（Little Glee Monster）
- 6月2日 - 斧澤隼輝、サッカー選手
- 6月2日 - 丸山希、スキージャンプ選手
- 6月3日 - 小川愛里奈、バレーボール選手
- 6月3日 - 高田孝一、プロ野球選手
- 6月3日 - ゆうたろう、モデル、俳優
- 6月4日 - 織田奈那、女優、YouTuber、元欅坂46
- 6月4日 - 猿田湧、ラグビー選手
- 6月5日 - 北原帆夏、女優、タレント
- 6月5日 - 関水渚、女優、グラビアアイドル
- 6月5日 - 長妻怜央、7ORDER、元ジャニーズJr.（Love-tune）
- 6月6日 - 野原梨沙、NHKアナウンサー
- 6月7日 - 津屋一球、バスケットボール選手
- 6月7日 - 南ゆうき、プロレスラー、グラビアアイドル
- 6月8日 - 古賀かれん、歌手（Little Glee Monster）
- 6月9日 - 木下春奈、元NMB48
- 6月10日 - 岡田侑大、バスケットボール選手
- 6月11日 - 岩崎悠人、サッカー選手
- 6月11日 - 新倉里彩、女優、元ジュニアアイドル
- 6月12日 - 中塚美緒、タレント、ファッションモデル
- 6月12日 - 室田瑞希、歌手、元アンジュルム
- 6月13日 - 淺井咲希、プロゴルファー
- 6月13日 - やまさきりゅう、YouTuber
- 6月14日 - 黒後愛、バレーボール選手
- 6月14日 - 中川大志、俳優
- 6月14日 - 濱大耀、サッカー選手
- 6月15日 - タイシンガーブランドン大河、プロ野球選手
- 6月15日 - 藤田みりあ、元フェアリーズ
- 6月15日 - 森浦大輔、プロ野球選手
- 6月15日 - 山﨑颯一郎、プロ野球選手
- 6月16日 - 堂安律、サッカー選手
- 6月16日 - 葉月つばさ、グラビアアイドル
- 6月17日 - eill、シンガーソングライター
- 6月17日 - 草地稜之、俳優、歌手（円神-エンジン-）
- 6月17日 - 高柳光希、TBSアナウンサー
- 6月17日 - 武部柚那、歌手（元E-girls）
- 6月18日 - 有星あおり、AV女優
- 6月18日 - 食野亮太郎、サッカー選手
- 6月19日 - 広瀬すず[18]、女優
- 6月19日 - 古川裕大、プロ野球選手
- 6月20日 - 山内ともな、モデル、タレント
- 6月21日 - 河野ひより、声優
- 6月21日 - 新藤樹力、ジャニーズJr.
- 6月21日 - 立田悠悟、サッカー選手
- 6月23日 - イヨハ理ヘンリー、サッカー選手
- 6月23日 - 竜虎川上、元大相撲力士
- 6月24日 - 小川結夏、元NMB48
- 6月25日 - 藤江萌、タレント、女優、元X21
- 6月25日 - 村上頌樹、プロ野球選手
- 6月26日 - 島孝明、元プロ野球選手
- 6月26日 - 田中有紀、声優、歌手（NOW ON AIR、Kleissis）
- 6月27日 - 崎村祐丞、サッカー選手
- 6月27日 - 佐々木駿、モデル
- 6月27日 - 竹俣紅、フジテレビアナウンサー、元タレント、元女流将棋棋士
- 6月27日 - 平本蓮、総合格闘家、元キックボクサー
- 6月27日 - 安本彩花、私立恵比寿中学
- 6月28日 - 桜田なな、グラビアアイドル
- 6月28日 - 星宮一花、AV女優
- 6月28日 - 星川あかり、元女子プロ野球選手
- 6月28日 - 松山奈未、バドミントン選手
- 6月28日 - 山本一輝、プロ野球選手
- 6月28日 - 吉尾海夏、サッカー選手
- 6月29日 - 鈴木大河、元ジャニーズJr.（IMPACTors）
- 6月29日 - 関有美子、櫻坂46
- 6月29日 - 田中志歩、柔道選手
- 6月29日 - FUMA、&TEAM
- 6月30日 - 葵わかな、女優

### 7月
- 7月1日 - 岡本夏美、ファッションモデル、女優、タレント
- 7月1日 - 勝みなみ、プロゴルファー
- 7月1日 - 森山みなみ、テレビ朝日アナウンサー
- 7月1日 - 吉木悠佳、声優、元Party Rockets GT
- 7月3日 - 小林千佳、クロスカントリースキー選手
- 7月4日 - 京山将弥、プロ野球選手
- 7月4日 - 佐藤天彩、モデル、元NMB48
- 7月4日 - 髙田萌生、元プロ野球選手
- 7月5日 - 橋本帆乃香、卓球選手
- 7月6日 - 麻田将吾、サッカー選手
- 7月6日 - 小野花梨、女優、元子役
- 7月6日 - 小池芳弘、囲碁棋士
- 7月6日 - 早川隆久、プロ野球選手
- 7月7日 - 藤巻あおい、タレント、モデル
- 7月7日 - 桃尻かのん、AV女優
- 7月9日 - 小柏剛、サッカー選手
- 7月9日 - 鬼束大我、ジャズドラマー
- 7月9日 - 永田聖一朗、俳優
- 7月11日 - 石井杏奈、女優、パフォーマー（元E-girls）
- 7月12日 - 西山潤、俳優
- 7月12日 - 仁平菜月、バドミントン選手
- 7月13日 - 水上由伸、プロ野球選手
- 7月15日 - 志田音々、タレント、グラビアアイドル
- 7月16日 - 石川啓人、元サッカー選手
- 7月16日 - 勝南桜聡太、元大相撲力士
- 7月16日 - 平田梨奈、タレント、元AKB48
- 7月16日 - 松野莉奈、私立恵比寿中学（+ 2017年[19]）
- 7月17日 - 斎藤明日斗、将棋棋士
- 7月17日 - 澤田汐音、女優、モデル、歌手（元Le Lien）
- 7月19日 - 川瀬翔矢、陸上競技選手
- 7月19日 - 麻生海太、元子役
- 7月20日 - 大久保桜子、女優
- 7月20日 - 杉本天昇、バスケットボール選手
- 7月20日 - 徳本夏恵、ファッションモデル
- 7月21日 - 吉川七瀬、フリーアナウンサー、元AKB48
- 7月21日 - 和海、モデル、元りんご娘（とき）
- 7月22日 - 佐久本宝、俳優
- 7月22日 - 松田悠良、元フィギュアスケート選手
- 7月23日 - どみちゃん、YouTuber (ボンボンTV)
- 7月24日 - 内龍星、ジャニーズJr.
- 7月24日 - 高橋彩華、プロゴルファー
- 7月24日 - 藤川虎太朗、サッカー選手
- 7月25日 - にしな、シンガーソングライター
- 7月25日 - 実紀、タレント、女優、歌手
- 7月25日 - 東菜摘、タレント
- 7月26日 - 梅沢カディシャ樹奈、バスケットボール選手
- 7月26日 - さくらまや、演歌歌手、タレント
- 7月27日 - 東莉央、フェンシング選手
- 7月27日 - 隈本茉莉奈、虹のコンキスタドール
- 7月27日 - 當山みれい、シンガーソングライター
- 7月27日 - 西野曜、バスケットボール選手
- 7月27日 - 渡邉理佐、元櫻坂46
- 7月28日 - 高杉杏、グラビアアイドル
- 7月28日 - 中村歩加、元NGT48
- 7月28日 - 橋本萌花、グラビアアイドル、モデル
- 7月28日 - 浜本由惟、卓球選手
- 7月29日 - 佐藤景瑚、JO1
- 7月29日 - 根本薫、元プロ野球選手
- 7月29日 - 長谷川慎、パフォーマー（THE RAMPAGE from EXILE TRIBE）
- 7月29日 - 左伴彩佳、元AKB48
- 7月29日 - 陽向こはる、仮面女子アリス十番
- 7月29日 - 宮部藍梨、バレーボール選手
- 7月29日 - 村重杏奈、タレント、元HKT48
- 7月30日 - 寺島成輝、元プロ野球選手
- 7月30日 - 原輝綺、サッカー選手
- 7月30日 - 保原彩夏、バドミントン選手
- 7月31日 - 黒川京介、オートレース選手

### 8月
- 8月1日 - からめる、動画クリエイター
- 8月1日 - 香坂紗梨、AV女優
- 8月1日 - 平内龍太、プロ野球選手
- 8月1日 - 丸りおな、女優、モデル
- 8月2日 - 新澤菜央、NMB48
- 8月2日 - 本田太一、元フィギュアスケート選手
- 8月3日 - 宮本りお、タレント、グラビアモデル
- 8月3日 - わっきゃい、YouTuber、実業家
- 8月4日 - 大湯都史樹、レーシングドライバー
- 8月4日 - 中野佑美、YouTuber、アーティスト、元palet
- 8月4日 - 細川成也、プロ野球選手
- 8月4日 - 河上英里子、歌手
- 8月5日 - 遠藤日向、陸上競技選手
- 8月5日 - 黒川葉月、元NMB48
- 8月5日 - 鈴木香音、元モーニング娘。
- 8月5日 - 涼邑芹、仮面女子アリス十番
- 8月6日 - 吉良薫、AV女優
- 8月7日 - 古賀優大、プロ野球選手
- 8月7日 - 田口彩夏 - 北海道テレビ放送アナウンサー
- 8月7日 - 二葉エマ、AV女優
- 8月7日 - 岬あずさ、AV女優
- 8月7日 - 中七海、将棋女流棋士
- 8月8日 - 胡桃まどか、AV女優
- 8月8日 - 松永有紗、モデル、女優、リンクSTAR`s
- 8月9日 - 運上弘菜、元HKT48
- 8月10日 - 大里桃子、プロゴルファー
- 8月10日 - 齋藤飛鳥、元乃木坂46
- 8月10日 - 白石聖、女優
- 8月11日 - 音嶋莉沙、=LOVE
- 8月12日 - 井上想良、俳優、タレント
- 8月13日 - 伊織いお、グラビアアイドル
- 8月14日 - あかり、元タレント
- 8月14日 - 森勇登、ラグビー選手
- 8月16日 - 木佐貫まや、ファッションモデル、タレント
- 8月17日 - 川端魁人、陸上競技選手
- 8月17日 - 山沢京平、ラグビー選手
- 8月17日 - 山本由伸、プロ野球選手
- 8月18日 - 那須川天心、キックボクサー、総合格闘家、YouTuber
- 8月19日 - Sou、歌手
- 8月20日 - 福田翔子、陸上競技選手
- 8月21日 - 武田舞彩、シンガーソングライター、元GEM
- 8月22日 - 佐藤由菜、京都放送元アナウンサー
- 8月22日 - 松本泰志、サッカー選手
- 8月22日 - 神楽ひなこ
- 8月23日 - 長谷川宙輝、プロ野球選手
- 8月23日 - 東村芽依、日向坂46
- 8月25日 - 堺萌香、元HKT48
- 8月25日 - 榊原翼、元プロ野球選手
- 8月25日 - 安藤令奈、タレント
- 8月26日 - 入江大生、プロ野球選手
- 8月26日 - 栗林未和、バスケットボール選手
- 8月26日 - 長江崚行、俳優、歌手
- 8月27日 - 塚田恵梨花、女流将棋棋士
- 8月28日 - 赤穂ひまわり、バスケットボール選手
- 8月28日 - 赤穂雷太、バスケットボール選手
- 8月28日 - 上田綺世、サッカー選手
- 8月28日 - 金子大毅、サッカー選手
- 8月28日 - 古賀由教、ラグビー選手
- 8月28日 - 佐々木琴子、声優、タレント、元乃木坂46
- 8月28日 - 福原遥、女優、歌手、声優、ファッションモデル、元子役
- 8月29日 - 河本結、プロゴルファー
- 8月29日 - 志賀晃次郎、レスリング選手
- 8月30日 - 白雪希明、元SKE48
- 8月31日 - 川本紗矢、タレント、女優、元AKB48
- 8月31日 - 中村ここね、AV女優

### 9月
- 9月2日 - KARIN、歌手（TEMPURA KIDZ）
- 9月2日 - 佐野如一、元プロ野球選手
- 9月2日 - やす子、お笑いタレント、即応予備自衛官
- 9月2日 - 山口珠李、元バレーボール選手
- 9月3日 - 大森美優、元AKB48
- 9月3日 - 佐藤直樹、プロ野球選手
- 9月4日 - 長濱ねる、タレント、元欅坂46、元けやき坂46
- 9月5日 - 小倉ゆうか、タレント、女優、元グラビアアイドル
- 9月5日 - 九鬼隆平、プロ野球選手
- 9月5日 - 田原萌々、テレビ朝日アナウンサー
- 9月6日 - 山田愛奈、ファッションモデル、女優
- 9月6日 - 鈴木梨羅、重量挙げ選手
- 9月7日 - 鈴木昭汰、プロ野球選手
- 9月7日 - 種市篤暉、プロ野球選手
- 9月7日 - 津嘉山廉人、ラグビー選手
- 9月8日 - 上村礼王、BE:FIRST
- 9月8日 - 杉岡大暉[20]、サッカー選手
- 9月8日 - 戦慄かなの、femme fatale、元ZOC、元のーぷらん。
- 9月8日 - 谷口祐一郎、ラグビー選手
- 9月9日 - 小沢光葵、TBSアナウンサー
- 9月9日 - 坂元葉月、元わーすた
- 9月9日 - 龍、パフォーマー（THE RAMPAGE from EXILE TRIBE）
- 9月10日 - 奥洞千捺、元AKB48
- 9月10日 - 小松蓮、サッカー選手
- 9月10日 - 佐藤エル、AV女優
- 9月10日 - 菅大輝、サッカー選手
- 9月10日 - 田中碧、サッカー選手
- 9月10日 - 新倉のあ、禁断の多数決、元MIGMA SHELTER
- 9月10日 - 原田健士、柔道選手
- 9月11日 - 林萌々香、YouTuber、元NMB48
- 9月11日 - 堀岡隼人、プロ野球選手
- 9月11日 - 山内梓、アーチェリー選手
- 9月11日 - 山本祐大、プロ野球選手
- 9月12日 - 岩田悠希、パラ陸上競技選手
- 9月12日 - 込山榛香、元AKB48
- 9月12日 - 神宮沙紀、元東京パフォーマンスドール
- 9月13日 - 涼美ほのか、AV女優
- 9月14日 - 林下詩美、プロレスラー
- 9月15日 ‐ 木原瑠生[21]、俳優（劇団番町ボーイズ☆）、歌手（銀河団 from 劇団番町ボーイズ☆、Love Harmony's, Inc.）
- 9月15日 - 清水里香、元NMB48
- 9月15日 - 中谷日向、歌手（円神-エンジン-）、俳優
- 9月15日 - 根塚洸雅、ラグビー選手
- 9月16日 - Rin音、ラッパー
- 9月17日 - 岡﨑大輔、元プロ野球選手
- 9月17日 - 城崎桃華、Luce Twinkle Wink☆
- 9月17日 - テーブス海、バスケットボール選手
- 9月17日 - 中山咲月、ファッションモデル、俳優
- 9月17日 - 並木月海、ボクシング選手
- 9月18日 - 藤沢里菜、女流囲碁棋士
- 9月20日 - 指出毬亜、声優
- 9月20日 - 星流さりあ、元仮面女子アーマーガールズ
- 9月20日 - 高瀬愛奈、日向坂46
- 9月20日 - 日比美思、女優、グラビアアイドル、元Dream5
- 9月21日 - 石垣雅海、プロ野球選手
- 9月21日 - 藤平尚真、プロ野球選手
- 9月22日 - 荒谷栞、バレーボール選手
- 9月22日 - 近藤廉、プロ野球選手
- 9月23日 - 寺田蘭世[22]、元乃木坂46
- 9月24日 - Eden Kai、シンガーソングライター、ギター・ウクレレ奏者、俳優
- 9月25日 - 永澤竜亮、サッカー選手
- 9月26日 - 若田部遥、元HKT48
- 9月27日 - 高橋昂也、プロ野球選手
- 9月29日 - 藤乃あおい、グラビアアイドル、タレント
- 9月30日 - 今泉佑唯、女優、タレント、ファッションモデル、元欅坂46
- 9月30日 - 大久保美織、元BNK48

### 10月
- 10月1日 - 亀田京之介、プロボクサー、YouTuber
- 10月2日 - 相田晃輔、カーリング選手
- 10月2日 - アドゥワ誠、プロ野球選手
- 10月3日 - 鈴木昂秀、パフォーマー（THE RAMPAGE from EXILE TRIBE）
- 10月5日 - 岡田朋峰、タレント、ミス・インターナショナル2019日本代表
- 10月5日 - 前田美月、タレント、元AKB48
- 10月6日 - 住永翔、サッカー選手
- 10月6日 - 武井紗良、元NMB48
- 10月6日 - 長谷川巧、サッカー選手
- 10月6日 - 宮下希保、バスケットボール選手
- 10月6日 - 凛咲子、グラビアアイドル
- 10月7日 - 楠みゆう、グラビアアイドル、元DollyKiss
- 10月8日 - 柳沢明希（英語版）、アーティスティックスイミング選手
- 10月9日 - 北川綾巴、モデル、元SKE48
- 10月9日 - 恒松祐里、女優、タレント
- 10月9日 - モトーラ世理奈、ファッションモデル、女優
- 10月10日 - 岡崎慎、サッカー選手
- 10月10日 - 香椎かてぃ、モデル、元ZOC、元meltia
- 10月10日 - 小木田敦也、プロ野球選手
- 10月10日 - 中川颯、プロ野球選手
- 10月10日 - 舟久保遥香、柔道選手
- 10月10日 - 山﨑伊織、プロ野球選手
- 10月11日 - 石田みなみ、女優、元STU48
- 10月12日 - 石田優美、元NMB48
- 10月12日 - 鬼塚雅、スノーボード選手
- 10月13日 - 鈴木あぐり、元サッカー選手
- 10月13日 - 田島将吾、INI
- 10月13日 - 大庭すみ花、女優、グラビアアイドル
- 10月14日 - ちゃんみな、ラッパー
- 10月15日 - 四宮由貴、グラビアアイドル
- 10月15日 - 永野雄大、フェンシング選手
- 10月15日 - 針谷岳晃、サッカー選手
- 10月15日 - 山田まひろ、DEAR KISS、元ラストアイドル
- 10月18日 - 越智ゆらの、ファッションモデル、女優
- 10月18日 - 鶴巻星奈、グラビアアイドル、女優
- 10月18日 - 照井穂乃佳、元NMB48
- 10月18日 - 渡辺皓太、サッカー選手
- 10月19日 - 綾部守人、元俳優
- 10月19日 - 兵頭由希、バレーボール選手
- 10月19日 - 保﨑麗、グラビアアイドル、モデル、女優
- 10月19日 - 前田悠雅、女優（劇団4ドル50セント）、タレント
- 10月20日 - ReoNa、歌手
- 10月21日 - 大島涼花、女優、元AKB48
- 10月21日 - 田村保乃、櫻坂46
- 10月21日 - 常本佳吾、サッカー選手
- 10月22日 - ぎし、(ばんばんざい)
- 10月22日 - 下村実生、元フェアリーズ
- 10月22日 - 鷲尾千尋、朝日放送テレビアナウンサー
- 10月23日 - 川野将虎、陸上競技選手
- 10月24日 - 田中瑞希、プロゴルファー
- 10月25日 - るぅと、歌手（すとぷり）、シンガーソングライター
- 10月27日 - 朱崇花、プロレスラー
- 10月27日 - 風音、キックボクサー
- 10月28日 - 門林有羽、SUPER☆GiRLS
- 10月28日 - 古賀太陽、サッカー選手
- 10月28日 - 宮原颯希、声優
- 10月29日 - 岡田佑里乃、女優、タレント
- 10月29日 - 中溝優生、ソフトボール選手
- 10月29日 - 侭田洋翔、ラグビー選手
- 10月30日 - 池田美優、ファッションモデル、タレント
- 10月30日 - けんつめし、プロe-Sports選手
- 10月30日 - 田村芽実、女優、歌手、元アンジュルム
- 10月30日 - 古橋舞悠 (Aqilla)、タレント、女優、歌手、元アイドリング!!31号、元子役
- 10月31日 - 伊藤来笑、元HKT48

### 11月
- 11月1日 - kaho、元歌手
- 11月1日 - 森下怜哉、サッカー選手
- 11月2日 - 高本彩花、元日向坂46
- 11月3日 - 結まきな、AV女優
- 11月5日 - 大幡しえり、女優
- 11月5日 - 小片リサ、歌手、タレント、元つばきファクトリー
- 11月5日 - 小倉由菜、AV女優、YouTuber
- 11月5日 - 冨安健洋、サッカー選手
- 11月5日 - 西山和弥、陸上競技選手
- 11月6日 - 岡田彩花、女優、元AKB48
- 11月6日 - 熊野ゆづる、レスリング選手
- 11月6日 - 佐竹のん乃、元=LOVE
- 11月6日 - 塩見きら、グラビアアイドル
- 11月7日 - 久保克斗、ラグビー選手
- 11月7日 - 才木浩人、プロ野球選手
- 11月7日 - 大岩陵平、プロレスラー
- 11月8日 - 山本ひとみ、元NMB48
- 11月8日 - 渡辺壮馬、プロレスラー
- 11月9日 - 佐藤麗奈、タレント、デザインプロデューサー、元アイドリング!!!34号、元マジカル・パンチライン
- 11月9日 - Tani Yuuki、シンガーソングライター
- 11月9日 - 広瀬晏夕、モデル、元東京パフォーマンスドール
- 11月9日 - 本堂杏虎、ラグビー選手
- 11月10日 - 伊東利来也、陸上競技選手
- 11月11日 - 黒崎レイナ、女優、ファッションモデル
- 11月11日 - 福島雪菜、女優（元劇団4ドル50セント）、モデル
- 11月12日 - 桜井美悠、ファッションモデル
- 11月12日 - 平祐奈、女優、タレント
- 11月12日 - 谷口めぐ、元AKB48
- 11月13日 - 朝倉咲彩、レースクイーン
- 11月14日 - 小池美波、櫻坂46
- 11月14日 - 畠山紫音、俳優
- 11月14日 - YU-KA、ダンサー、アーティスト（元TEMPURA KIDZ）
- 11月14日 - 風我、総合格闘家
- 11月15日 - 太田龍、プロ野球選手
- 11月15日 - 大山祥平、ラグビー選手
- 11月15日 - 渋野日向子、プロゴルファー
- 11月16日 - 澤田雅也、ジャニーズJr.
- 11月16日 - 星銀乃丈、作曲家、編曲家
- 11月16日 - 三浦芽依（英語版）、アイスホッケー選手
- 11月17日 - ひゅうが、(コムドット)
- 11月17日 - 鳴海寿莉亜、夢みるアドレセンス
- 11月17日 - 佐々木希、元女子プロ野球選手
- 11月18日 - 海老沼さくら、ファッションモデル
- 11月19日 - 岡宏明、俳優、モデル
- 11月19日 - カワイレナ、手羽先センセーション、インフルエンサー
- 11月19日 - 根尾あかり、AV女優
- 11月20日 - 江村美咲、フェンシング選手
- 11月20日 - 柴山サリー、歌手、ものまねタレント
- 11月20日 - 森岡陸、サッカー選手
- 11月20日 - めいちゅん、YouTuber
- 11月20日 - 花狩まい、AV女優
- 11月21日 - 内間拓馬、プロ野球選手
- 11月21日 - 平岩優奈、体操競技選手
- 11月21日 - 安井拓也、サッカー選手
- 11月22日 - 岡咲美保、声優
- 11月23日 - 志田愛佳、モデル、元欅坂46
- 11月23日 - 箸本龍雅、ラグビー選手
- 11月23日 - 八尋麻衣、元AV女優
- 11月24日 - 鎮西寿々歌、女優、タレント
- 11月24日 - 山岸理子、元つばきファクトリー
- 11月24日 - 別府由来、俳優
- 11月25日 - 友清光、柔道選手
- 11月25日 - 馬瓜ステファニー、バスケットボール選手
- 11月26日 - 川口葵、モデル、女優
- 11月27日 - 五十幡亮汰、プロ野球選手
- 11月27日 - 城恵理子、元NMB48
- 11月28日 - 黒宮あや、ミュージシャン（BRATS）、元ジュニアアイドル
- 11月28日 - 藤田真央、ピアニスト
- 11月29日 - 小川翔太、レスリング選手
- 11月29日 - 平野歩夢、スノーボード選手、スケートボード選手
- 11月30日 - 伊藤純奈、舞台女優、元乃木坂46
- 11月30日 - 永井優香、元フィギュアスケート選手
- 11月30日 - 藤井麻由、元AKB48 Team TP

### 12月
- 12月1日 - 宮本佳林、歌手、元Juice=Juice
- 12月2日 - 梅北眞衣、柔道選手
- 12月2日 - 竹中七海、新体操選手
- 12月2日 - 薮下柊、元NMB48
- 12月3日 - 井田玲音名、SKE48
- 12月3日 - Miyu、ダンサー、モデル
- 12月4日 - 後藤拓磨、パフォーマー（THE RAMPAGE from EXILE TRIBE）
- 12月4日 - 元山飛優、プロ野球選手
- 12月5日 - 夢見照うた、元AV女優
- 12月6日 - 新田さちか、ファッションモデル、タレント
- 12月6日 - 幸村恵理、声優
- 12月6日 - 本髙克樹、ジャニーズJr.（7 MEN 侍）
- 12月7日 - 臼井麗香、プロゴルファー
- 12月7日 - みうらうみ、モデル
- 12月7日 - 南萌華、サッカー選手
- 12月9日 - 八木ましろ、声優、女優
- 12月10日 - 心菜りお、AV女優
- 12月11日 - 森若菜、元女子プロ野球選手
- 12月13日 - 乙黒拓斗、レスリング選手
- 12月13日 - 徳江かな、グラビアアイドル
- 12月13日 - 七沢みあ、AV女優
- 12月13日 - 前田航基、俳優、お笑い芸人（まえだまえだ）、元子役
- 12月14日 - ゆうま、(コムドット)
- 12月14日 - 大滝知香（英語版）、アイスホッケー選手
- 12月14日 - 田中珠里、女優、元X21
- 12月15日 - 小山内花凜、ファッションモデル、女優、元歌手（Le Lien）
- 12月15日 - 田中佑美、陸上競技選手
- 12月16日 - 小林亮太、俳優、モデル、タレント
- 12月16日 - 矢野雅哉、プロ野球選手
- 12月17日 - 川上千尋、NMB48
- 12月18日 - 奥野粋子、テレビ山口アナウンサー
- 12月18日 - 高橋レオ、セーリング選手
- 12月18日 - 三船海斗、元俳優
- 12月19日 - 古賀玄暉、柔道選手
- 12月19日 - 山下エミリー、元HKT48
- 12月20日 - 新垣比菜、プロゴルファー
- 12月20日 - 黒田みゆ、日本テレビアナウンサー
- 12月21日 - 小西誠志郎、柔道選手
- 12月21日 - 谷村龍一、ジャニーズJr.
- 12月21日 - 長田いろは、ラグビー選手
- 12月21日 - 水田詩織、NMB48
- 12月22日 - 鈴木崚汰[23]、声優
- 12月22日 - 横山武史、競馬騎手
- 12月23日 - 佐藤日向、女優、声優、元さくら学院
- 12月23日 - 渡邉飛勇、バスケットボール選手
- 12月24日 - 小林翼、美容師、元子役
- 12月24日 - スタンボー華、サッカー選手
- 12月24日 - 綱啓永、俳優
- 12月24日 - 新実芹菜、女優
- 12月24日 - 渡邊菜々美、陸上競技選手
- 12月25日 - 林拓音、ジャニーズJr.
- 12月26日 - 根岸葵海、ジャニーズJr.
- 12月26日 - 渡部健人、プロ野球選手
- 12月27日 - 霧下義貴（英語版）、ホッケー選手
- 12月28日 - 架乃ゆら、AV女優、ヌードモデル
- 12月28日 - コップ晴紀イラリオ（英語版）、水球選手
- 12月28日 - つわぶき峻、俳優
- 12月28日 - 鈴木茜音、女優
- 12月28日 - 猫はるな、プロレスラー
- 12月30日 - 今井悠貴[24]、俳優
- 12月30日 - 植村あかり、元Juice=Juice
- 12月30日 - 弓ライカ、モデル